# 戦闘服

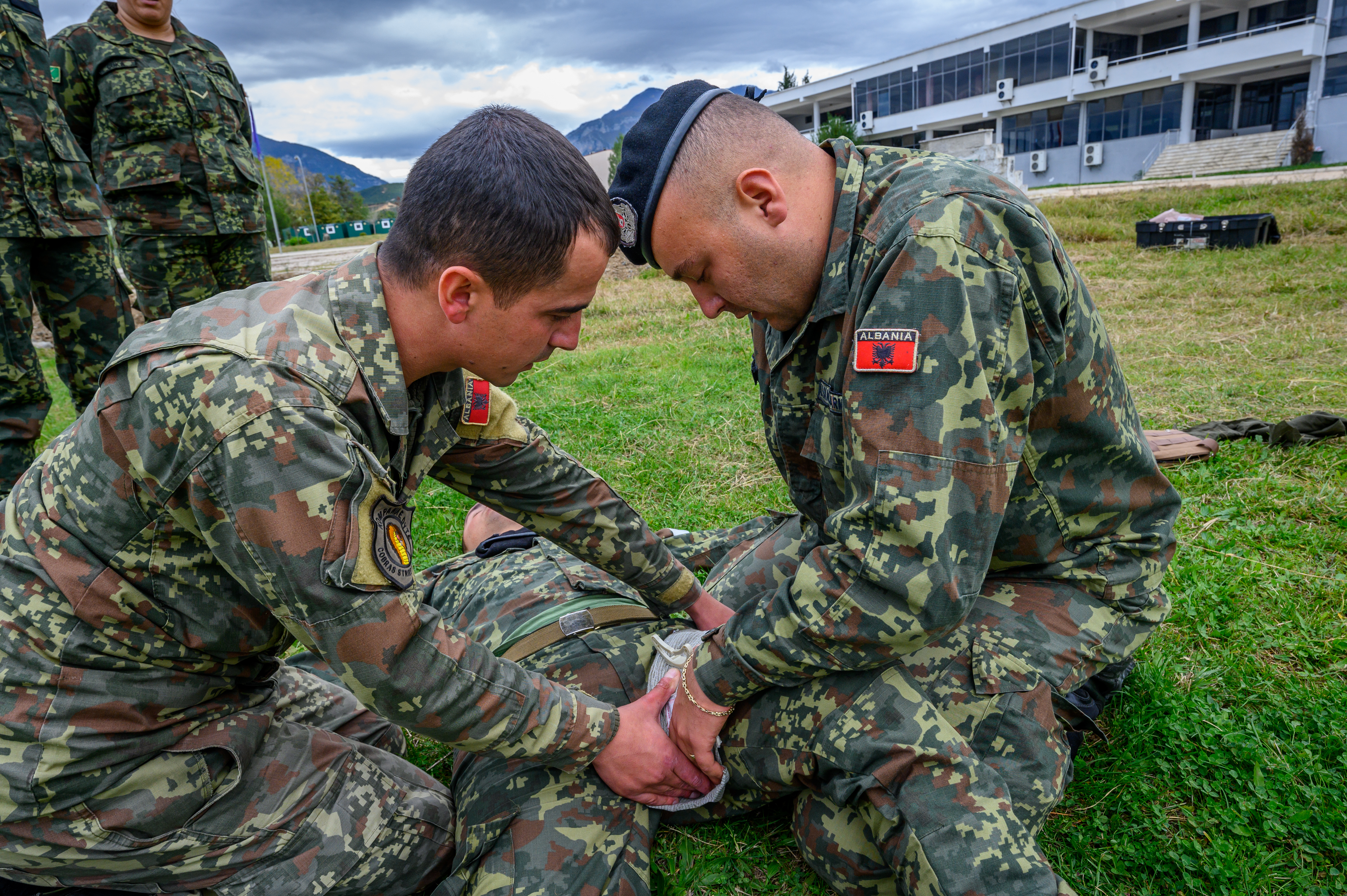
アルバニア軍の戦闘服は部分的にデジタル迷彩が施された特異な迷彩を採用している

戦闘服（せんとうふく、ドイツ語: Kampfanzug、英語: Battledress/ Combat Dress）とは、戦闘用に作られた衣服である。
アメリカ海兵隊では2002年からMarine Corps Combat Utility Uniform（MCCUU）、アメリカ陸軍では2005年4月以降、アメリカ空軍では2018年からArmy Combat Uniform（ACU）、アメリカ海軍では2008年からNavy Working Uniform（NWU）。なお、米軍の通常勤務服装については軍服 (アメリカ合衆国)を参照。

## 概要
軍服には当初TPOによる区別はなかったが、兵士の作業服や将校の略装として通常勤務服が定められるようになった。やがて、通常勤務服が戦闘にも使われるようになったが、迷彩、衛生等の必要性から、これまで戦闘の際に着用されてきた正装や通常勤務服、或は作業服とは別に、専用の戦闘服を採用するようになった。費用節約の目的のみならず急激な季節変化に対応するために裏表で異なる図柄や色彩を施したリバーシブルの戦闘服を採用する場合もある。
現代陸軍の戦闘服では、主に次のような着用品からなっている。
- キャップ（帽子）
- ジャケット（上衣）
- トラウザー（ズボン）
- Tシャツ（ジャケットの中に着用）
- ブーツ（戦闘靴、半長靴）

これらを基本とし、各種状況や環境に合わせた装備を追加で装着する。

## 歴史

### 騎士道精神による弊害
19世紀までの戦闘（とくに正規軍同士の中規模・大規模な会戦）は、わずかな例外を除き接近戦であった。また前近代の火器に用いられる火薬は黒色火薬が主流であり、激戦時には硝煙で視界が不自由になることも稀ではなかった。そのため混戦での敵味方の識別、および指揮官の所在地把握などを容易にするため、派手な原色の軍服が主流であった。
しかし、ライフル銃の登場や無煙火薬の普及をはじめとした銃器の性能向上や軍事技術・科学技術の発展によって、戦闘が白兵戦から遠距離の射撃戦に移行すると、原色の軍服は目立ちやすく、狙撃され易い弊害が生じた。このため19世紀後半から、目立たないアースカラーの戦闘服が提唱された。
だが、中世ヨーロッパの甲冑の衣鉢を継ぐ磨き上げられた胸甲や兜、金モールや肩章で飾り立てられた派手で美麗な軍服は、騎士道の伝統に由来した精神的美意識と密接に結びついていたため、各国の保守的な軍上層部は、泥や枯れ草の色をした軍服を身につけるなど軍人としての名誉を棄損するものであるとして強硬に反発した。そのため、地味な色の軍服の普及は、19世紀から20世紀初頭にかけての数次の戦役で、目立ち易く派手な軍服の弊害が繰り返し証明されてからのことであった。

### 戦闘服の導入

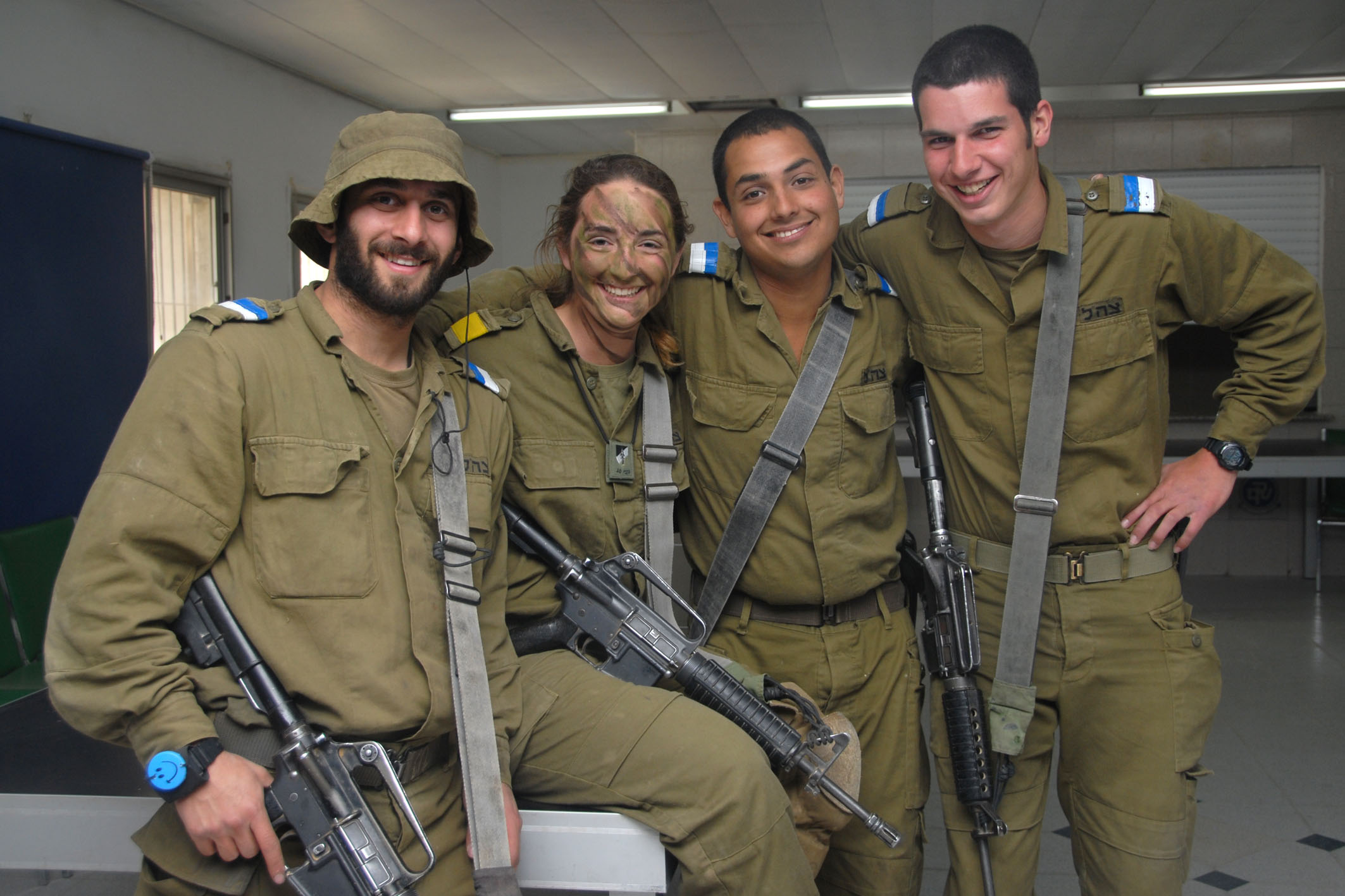
第二次大戦時の戦闘服を彷彿とさせるシンプルなデザインの、現代イスラエル国防軍の戦闘服

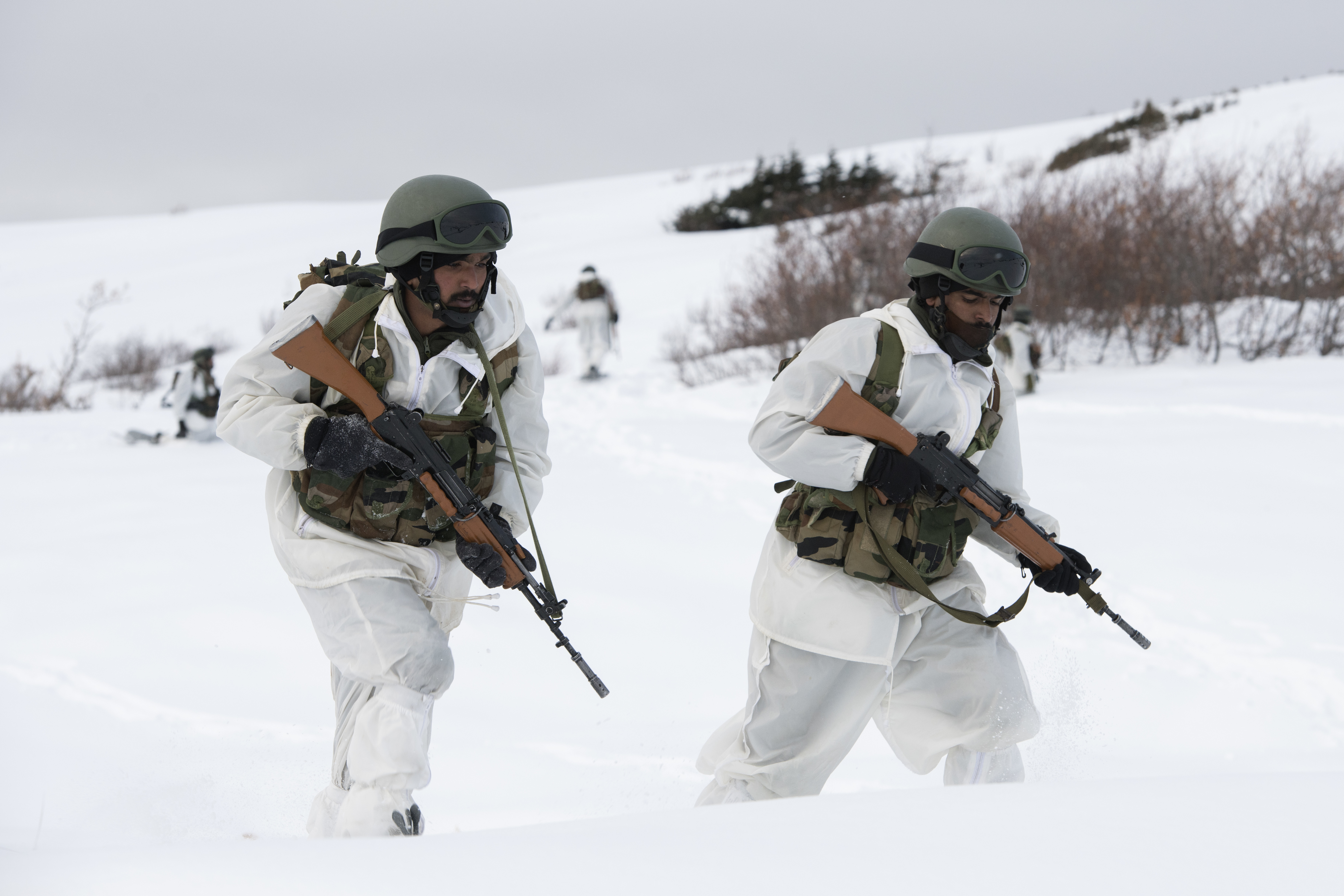
戦闘服の上に雪中迷彩服を重ね着したインド陸軍兵士。生地色は白一色の単純なものであるが、積雪地においては高い迷彩効果を発揮する。

多くの陸軍の戦闘服の生地は、仮想戦場が森林、平原、密林、砂漠等の地理的条件により目立たない色合が選ばれることが多い。第2次世界大戦頃まで最も多く使用されていた色合いはカーキ色である。これは、インドの自然条件を背景にインド駐箚英軍で採用されはじめ、イギリス正規軍の真紅の制服が仇となりゲリラ戦に苦しめられた第2次ボーア戦争が終結に向かう1902年ころに、英軍全体で使用されるようになった。これにならって、各国にも採用されるようになった。
最も成功した迷彩は、冬季に降雪地帯で着用する白のオーバーオールであり、これは絶大な効果を発揮した。また、純白の戦闘服は他の迷彩服よりは優美であったため、各国においてほとんど反対なく採用されている。
1920年代のドイツでは戦闘服の迷彩として『Splittertarnmuster』と呼ばれる直線で構成された図形を配置するパターンが研究されていた。
その後、生地に複数の色彩で雲形や斑点の模様（パターン）をプリントした迷彩生地が登場した。そして1929年にイタリア軍が迷彩生地を用いたテントを採用、同じ頃ドイツ軍でも研究が進められ、1930年代初頭には迷彩テント及び迷彩服（スモック）が採用された。
この当時の戦闘服は、制服と兼務されており、派手な徽章がついていたが、それを着用したまま、迷彩効果を上げるため、どうしても通常の軍服の上に重ね着するスモックという形を採らざるを得なかったと思われる。このスモックは上着のみで、あくまで応急的な処置であった。
その後ドイツ軍は1944年頃に、迷彩生地でできた制服を開発、正式に配備した。これが迷彩服のルーツであると考えている研究家も多い。これにさかのぼる1940年初頭に、アメリカ軍は各種迷彩生地でできた戦闘服を開発、一部が少数採用され、限定的に使用されたが、試作、研究の域から脱することはなかった。
海軍と空軍は船舶や航空機による戦闘が主となるため、迷彩服でも戦闘服としてよりは作業服として用いられる事が多い。
幕末の近代化策において、戦闘服の合理性が重視され、薩長軍においては実用本位のだん袋、筒袖の軍装が採用されるようになった。勝海舟はこれを「紙くず拾い」のような服装と揶揄している。また必ずしも迷彩をでは意図したものではないが、幕府軍も菜っ葉隊（若菜隊）とよばれる緑色の軍装を採用した部隊を設立している。
戦闘服は基本的に長袖のみであるため、夏場の恒常業務でも戦闘服の着用が指示される場合には袖を折って半袖にする者もいる。逆に、冬場では拡張式寒冷地被服システム等の防寒着を着用する。

## 各国の戦闘服

### 迷彩の登場
軍事組織ではナチス時代のドイツの武装親衛隊が先駆である。
西側での最初期の制式迷彩は1947年にフランス軍で採用されたリザード迷彩であり、ブラジル軍やギリシャ軍でも使用されている。
1981年に米軍でウッドランド迷彩が採用され、フランス軍におけるリザード迷彩の後継であるCamouflage Europe Centrale（CEC）、ポーランド軍のwz 93などに影響を与えた。
1990年にスウェーデン軍でM90迷彩が採用され独特なスプリンター迷彩風のパターンはスウェーデン軍の特徴の1つとなっている。
1990年にドイツ連邦軍でFlecktarn迷彩が採用され、陸上自衛隊の迷彩服2型及びマイナーチェンジモデルである迷彩服3型の迷彩に影響を与えた。

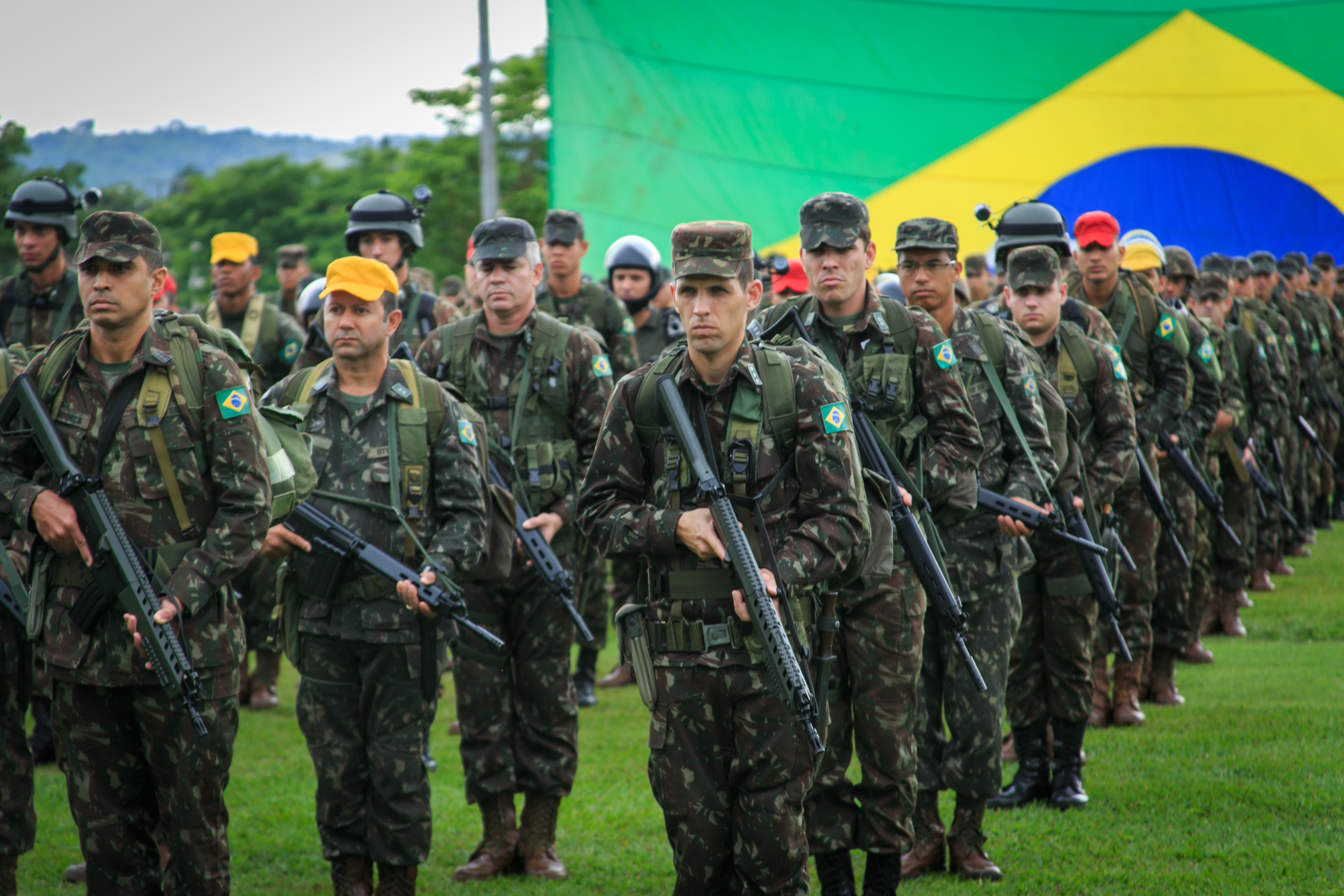
ブラジル軍兵士
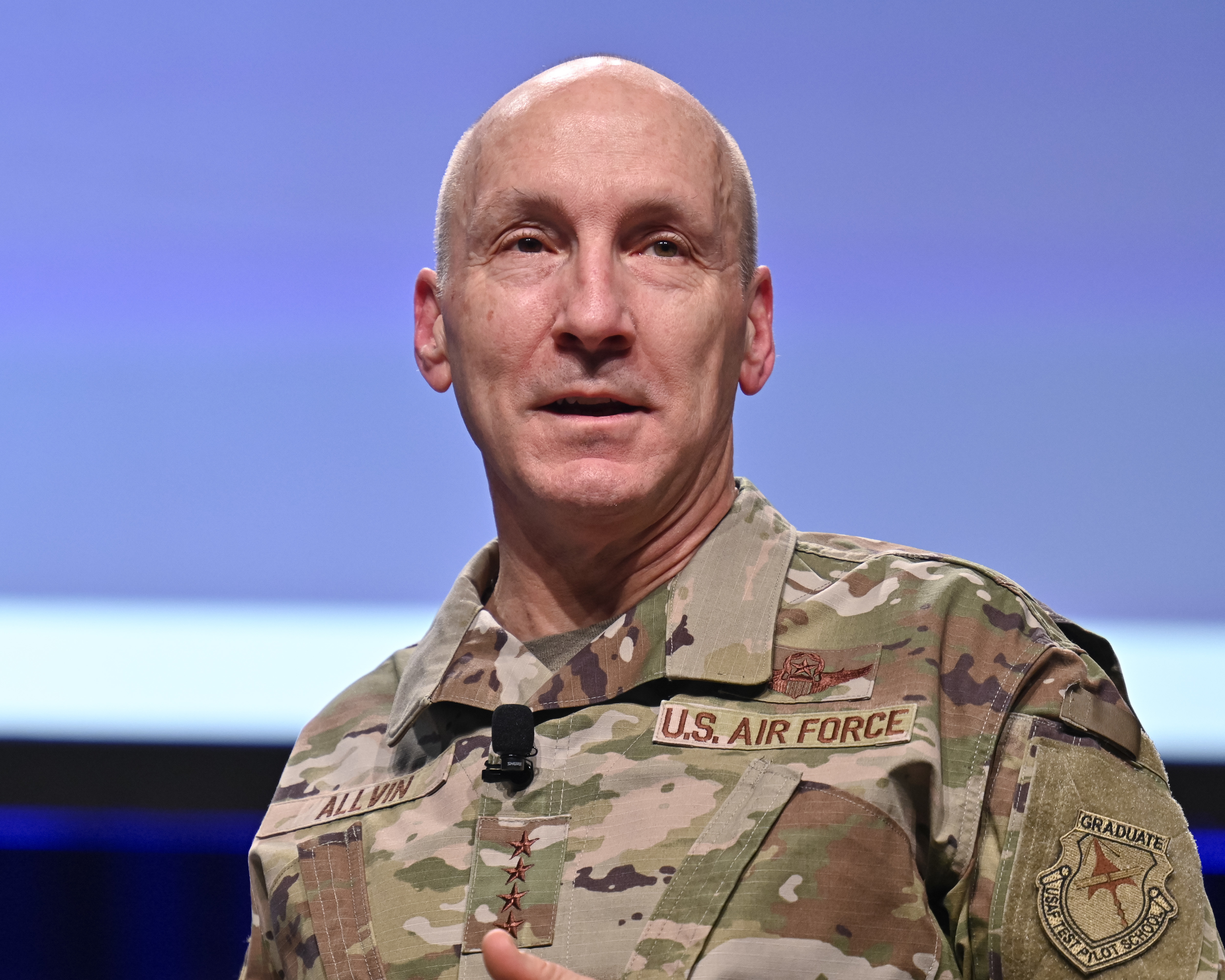
アメリカ空軍兵士
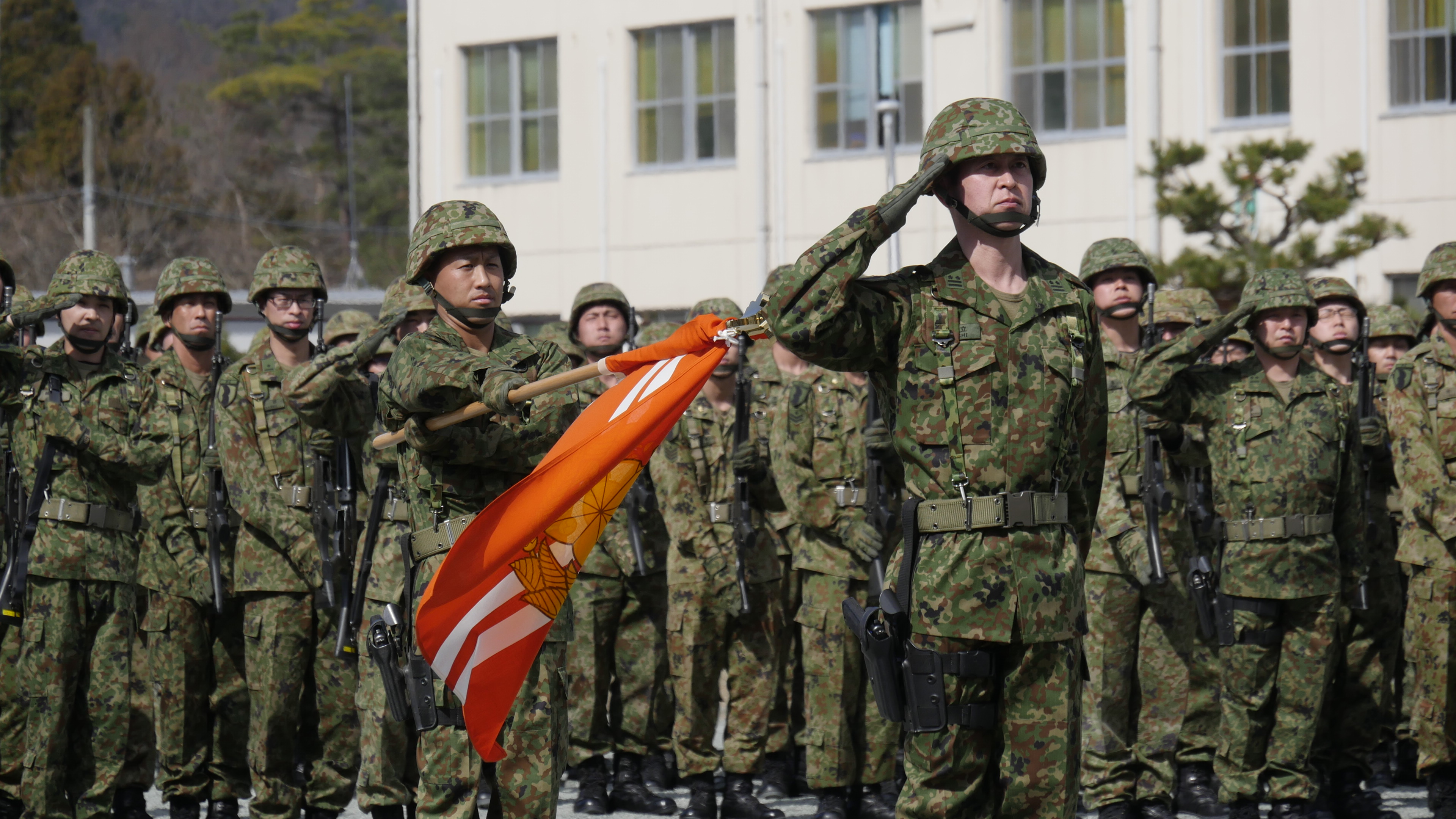
陸上自衛隊員
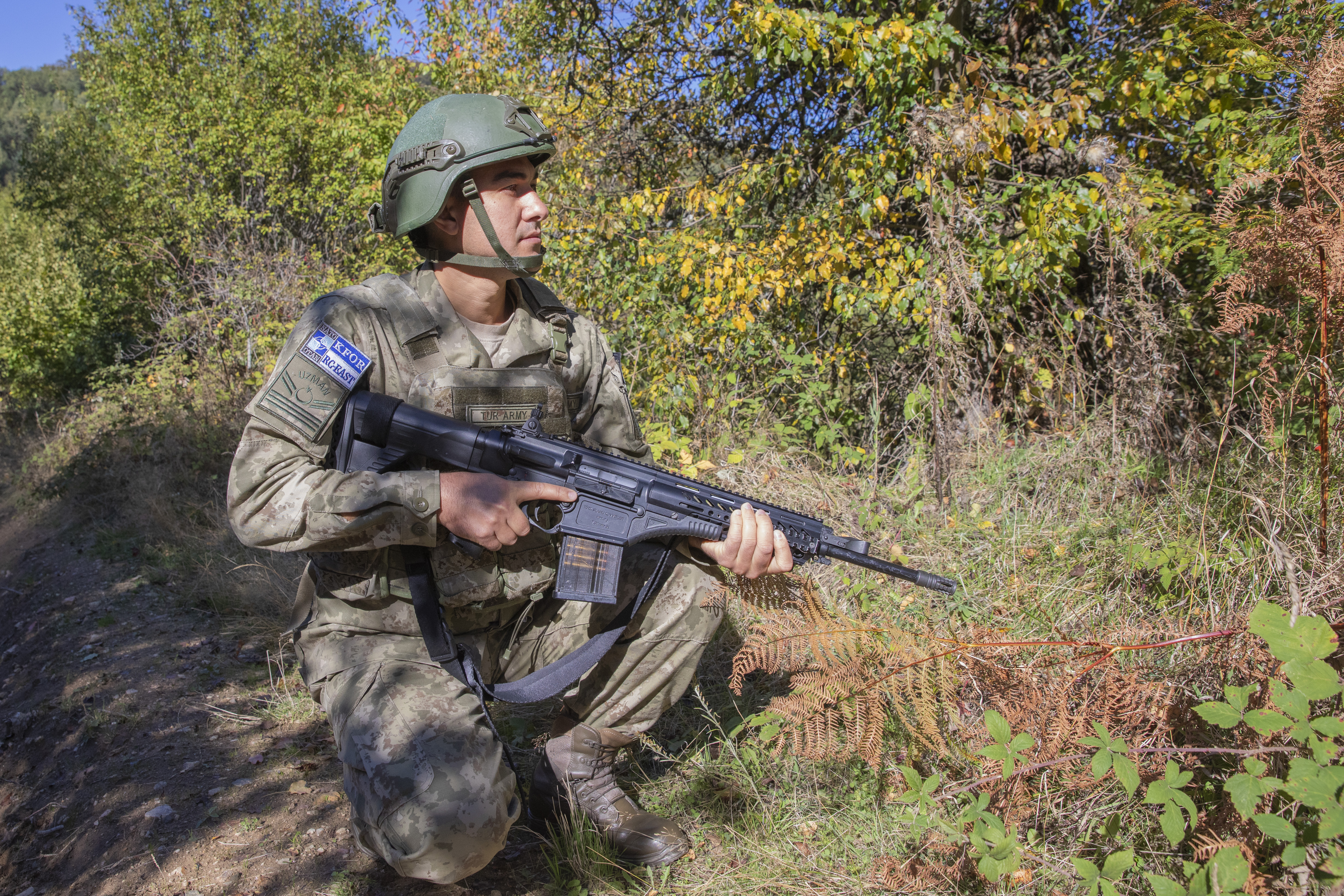
トルコ軍兵士
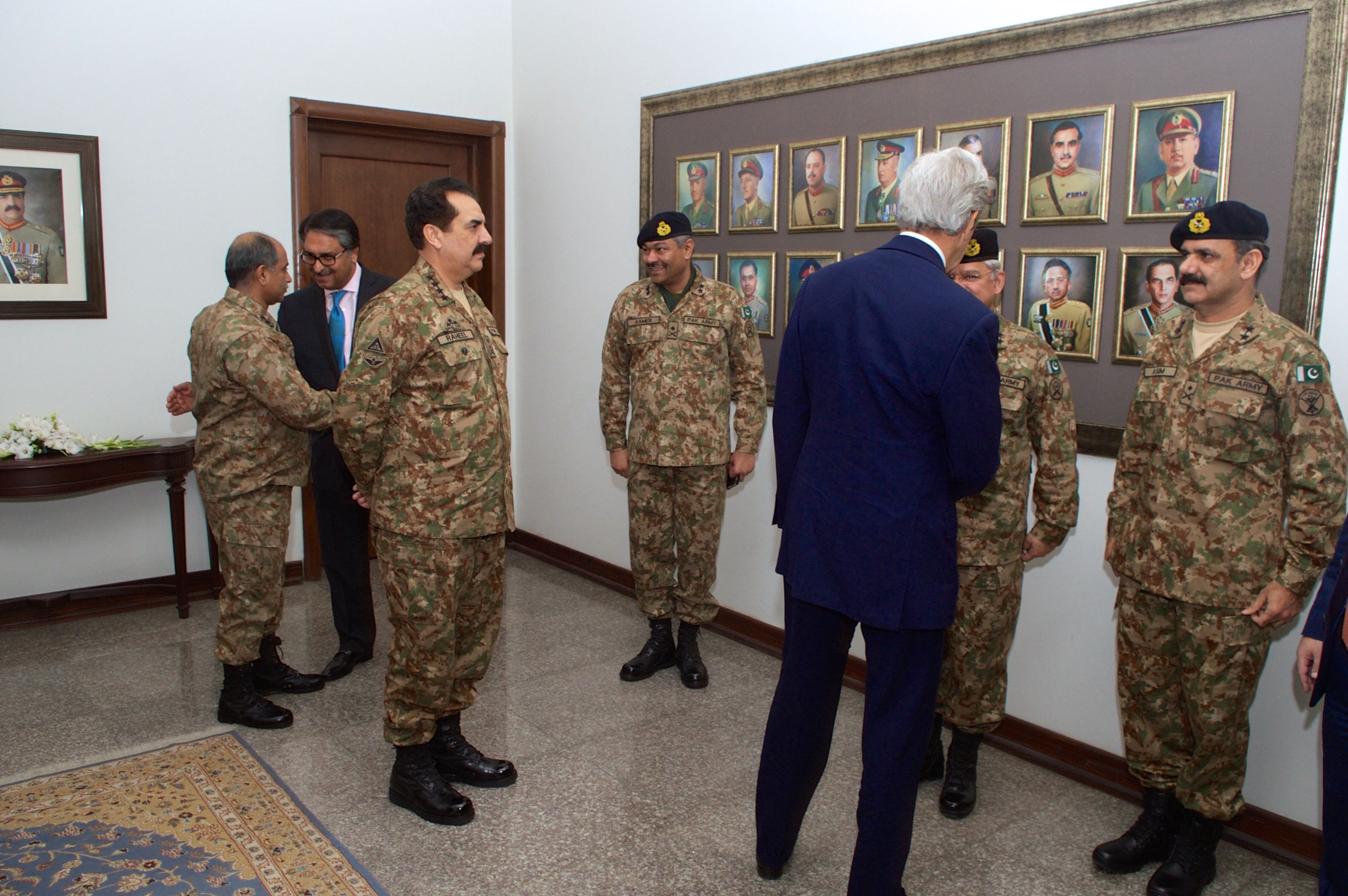
パキスタン軍兵士
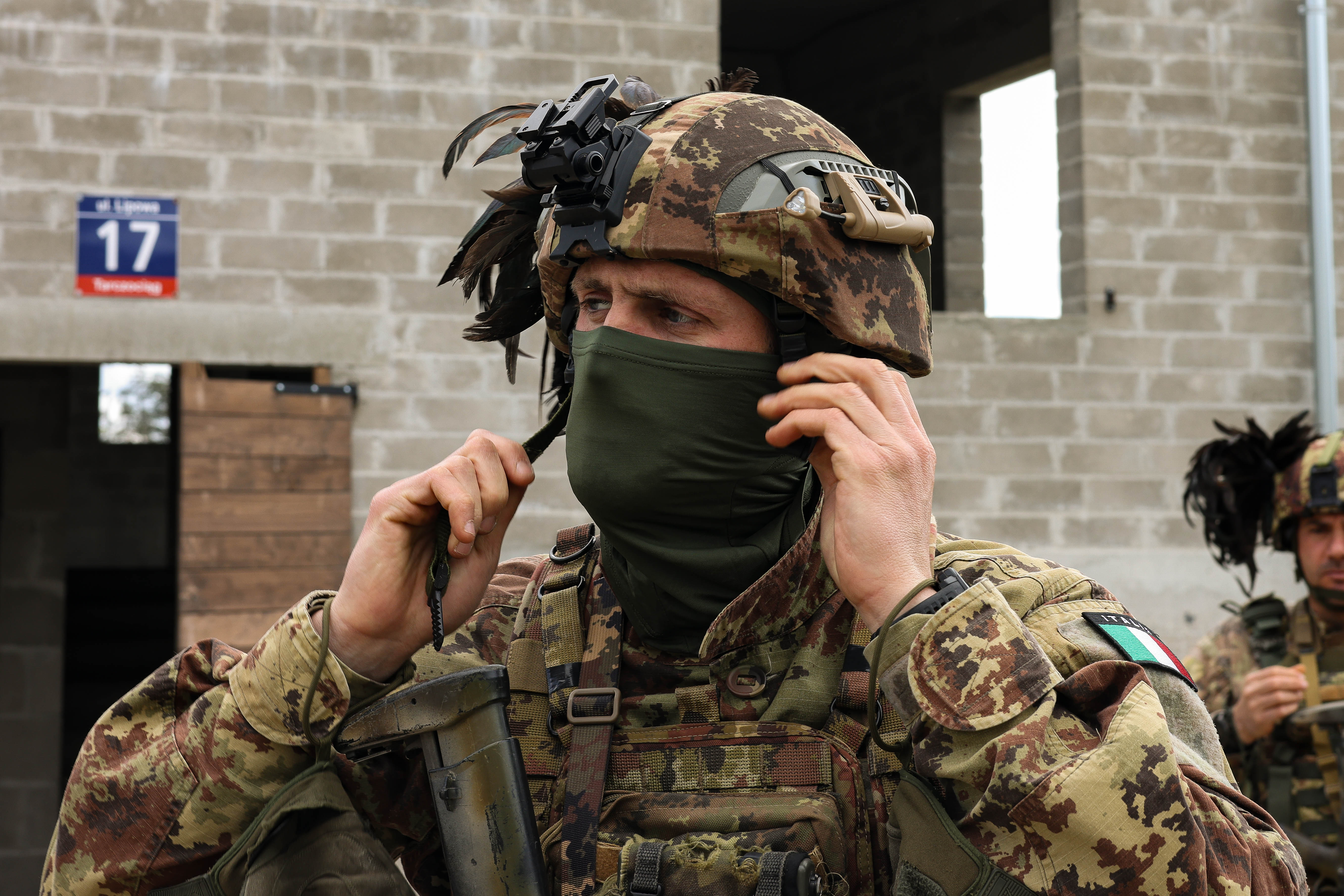
イタリア軍兵士
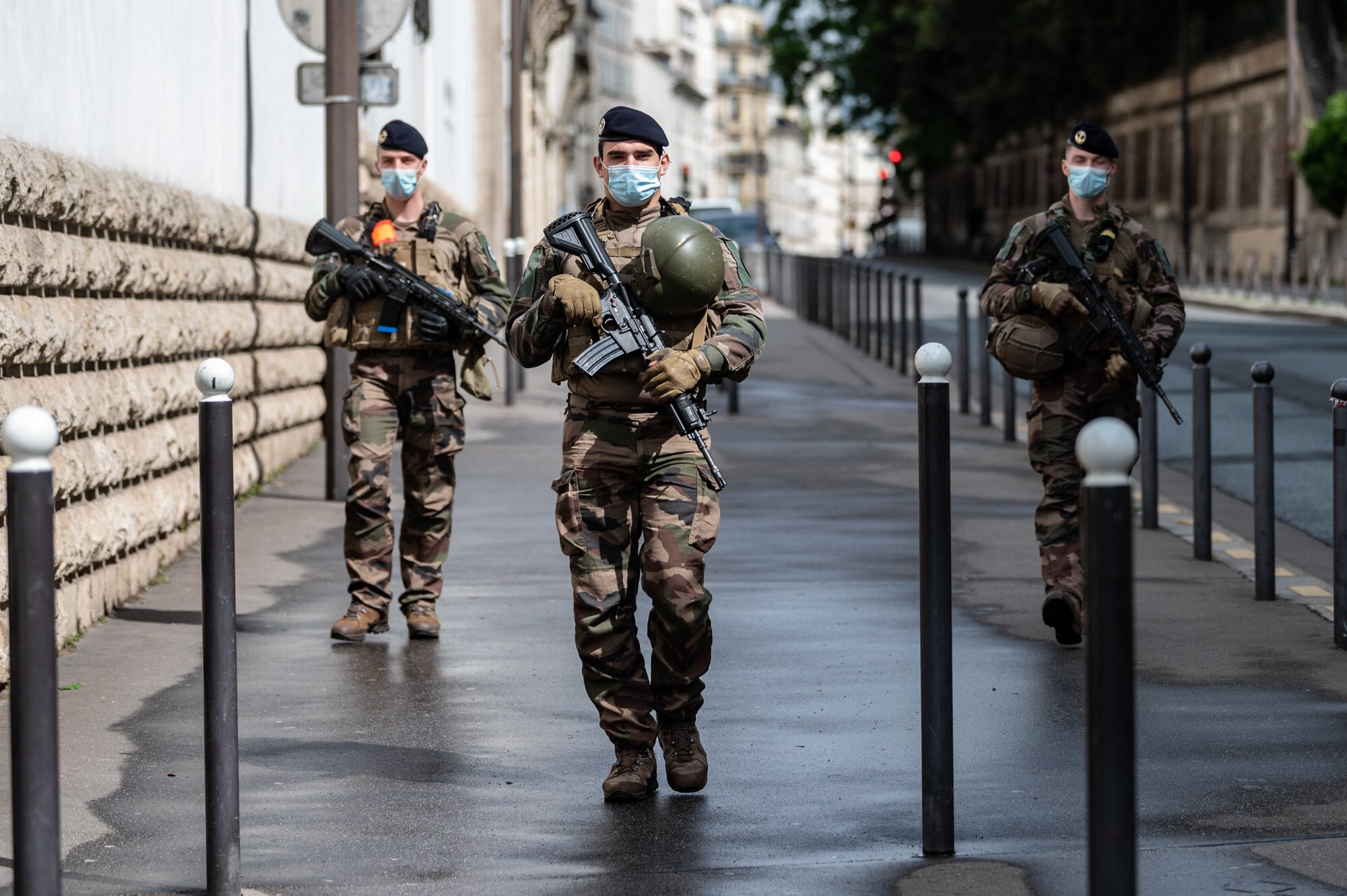
フランス軍兵士
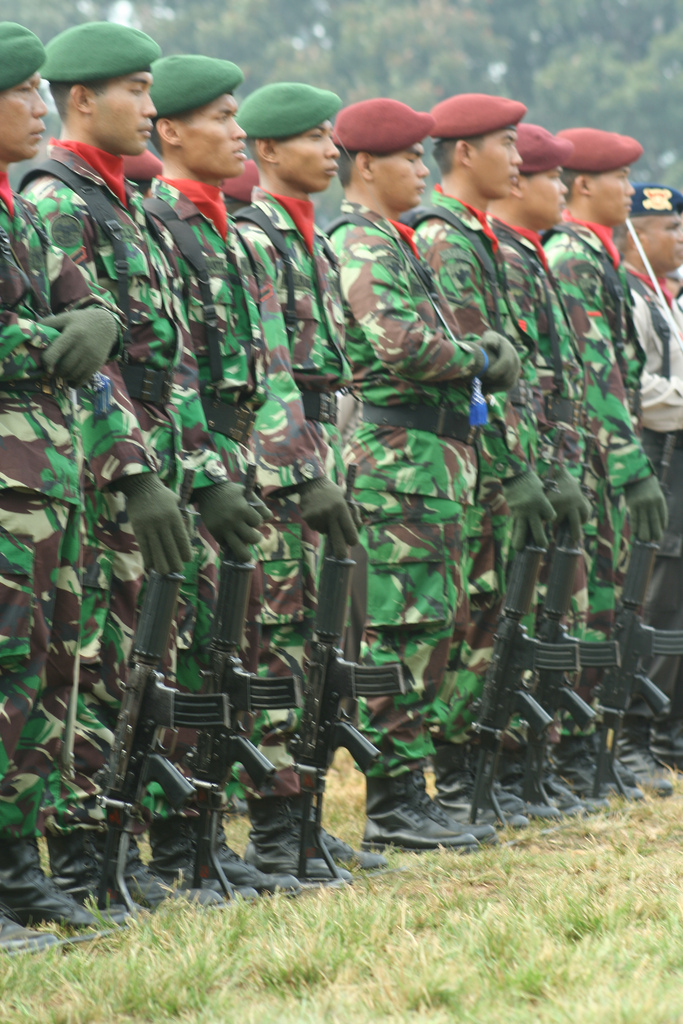
インドネシア国軍兵士
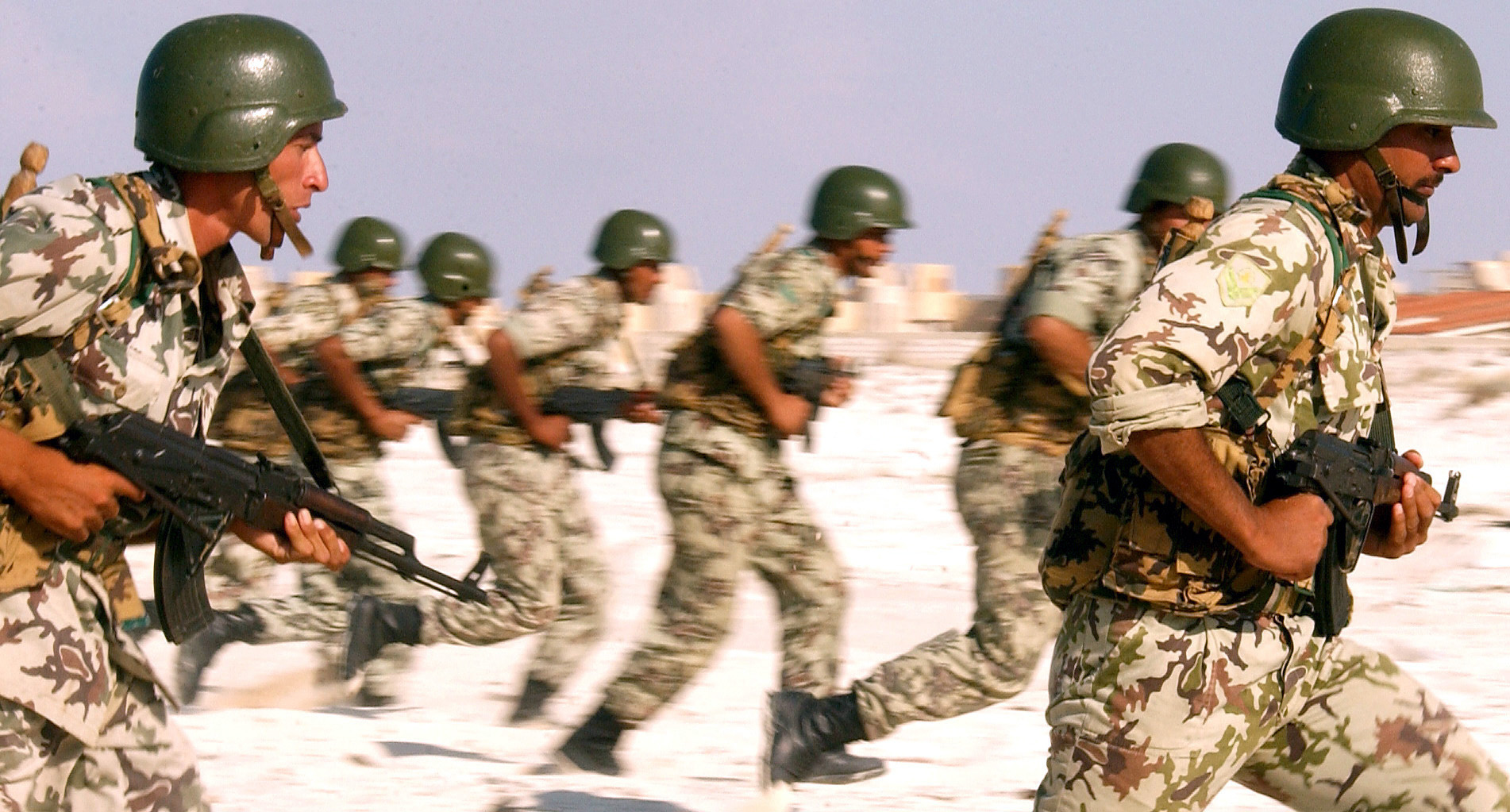
エジプト軍兵士
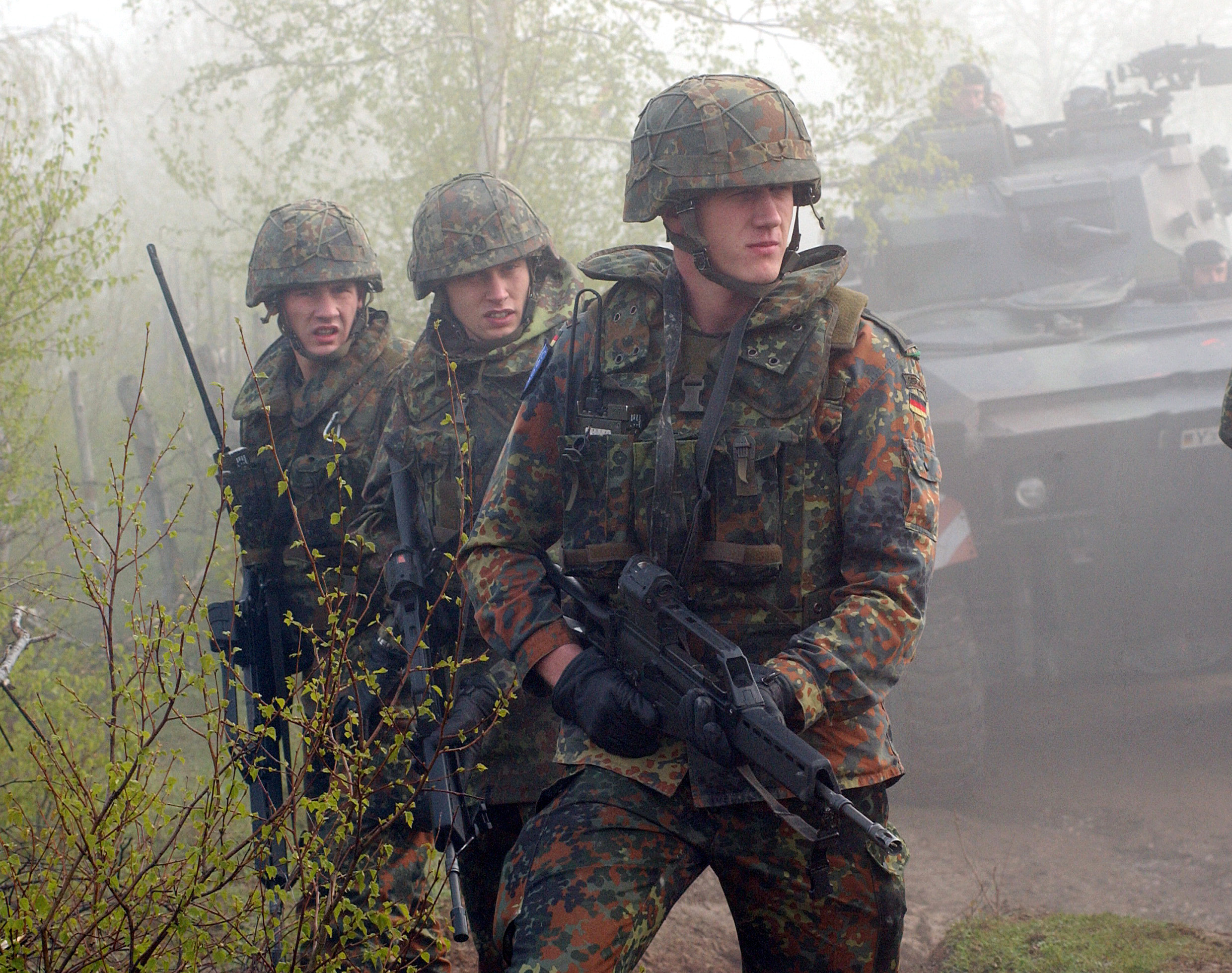
ドイツ連邦軍兵士
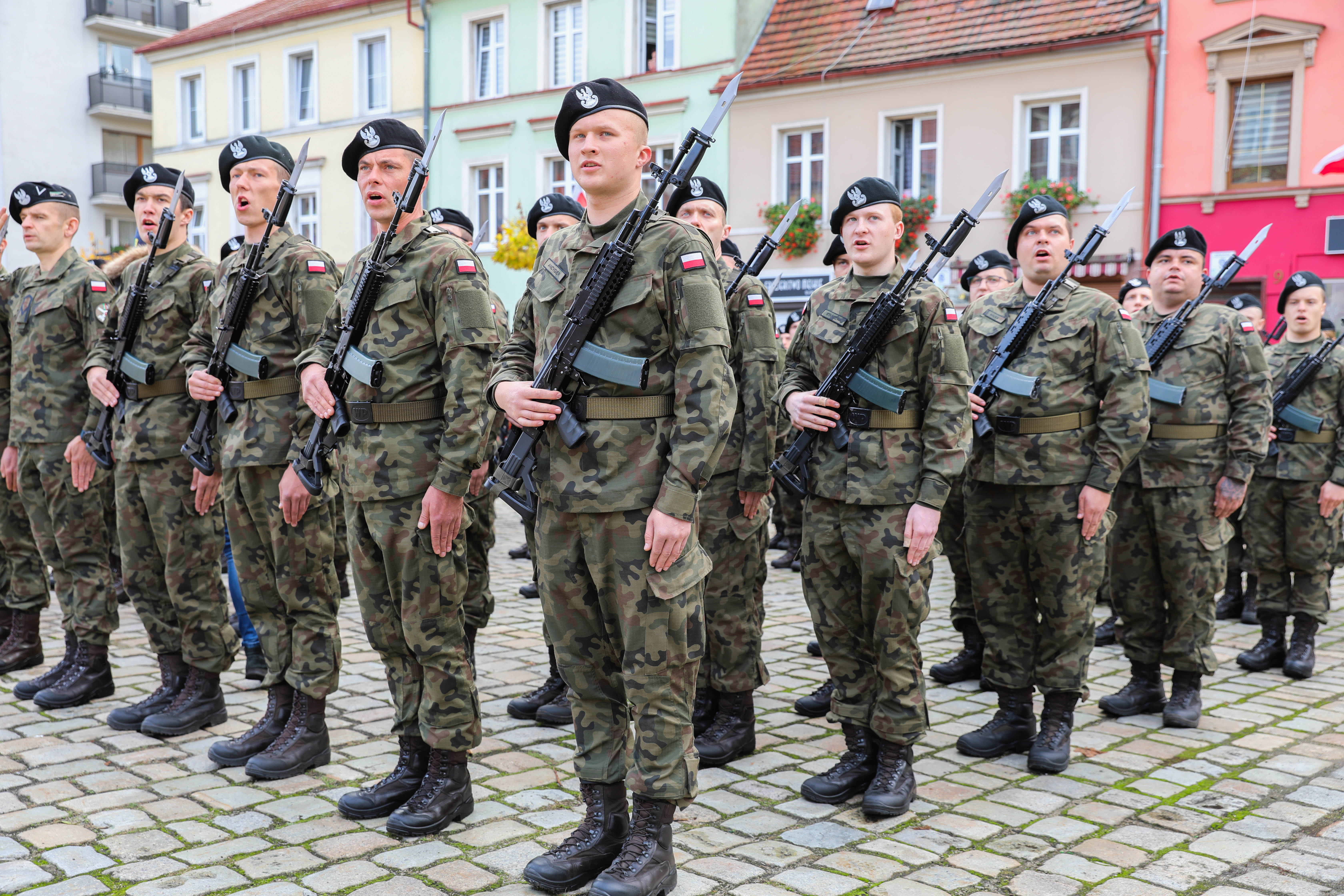
ポーランド軍兵士
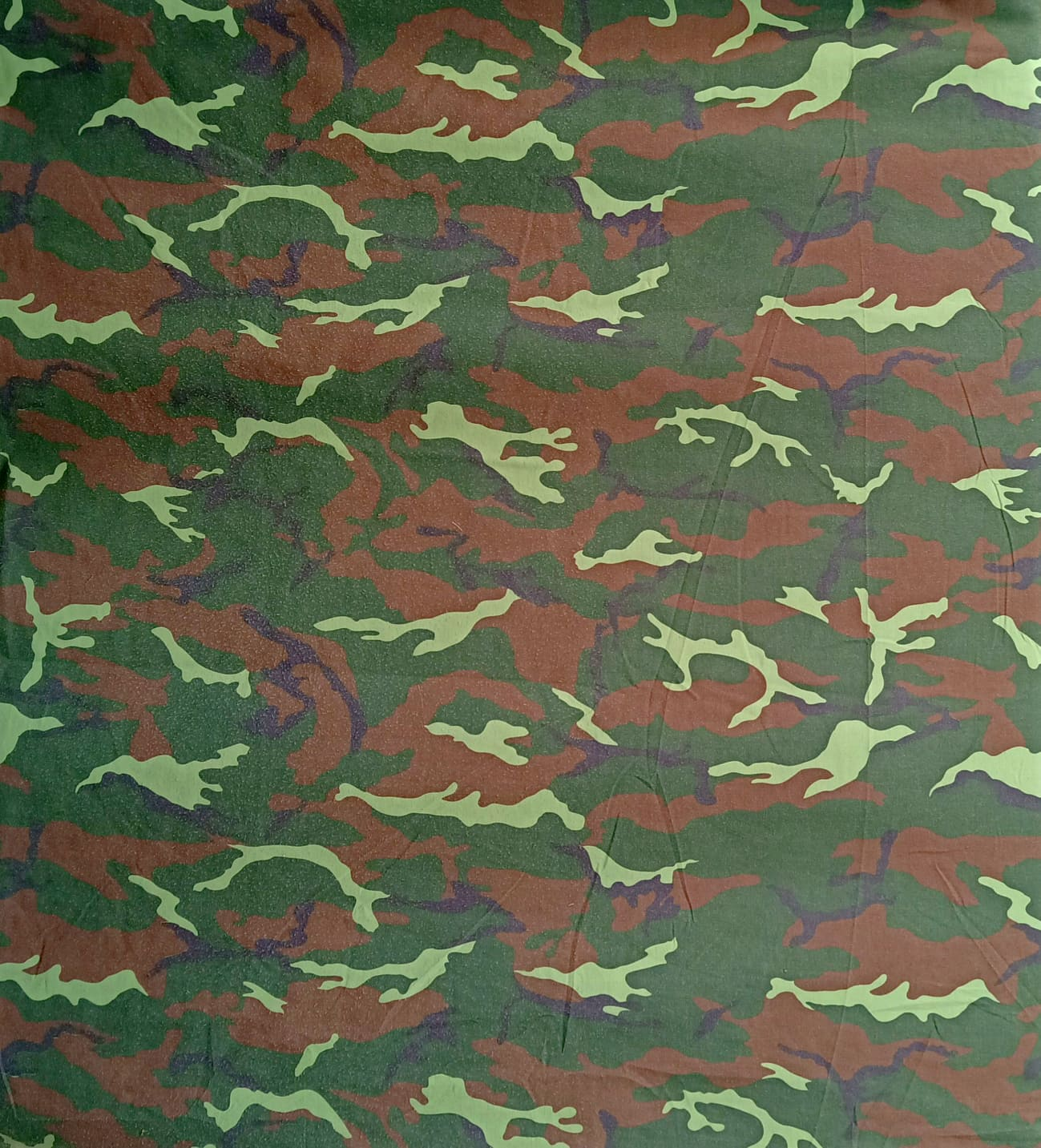
ベトナムのK20迷彩の生地
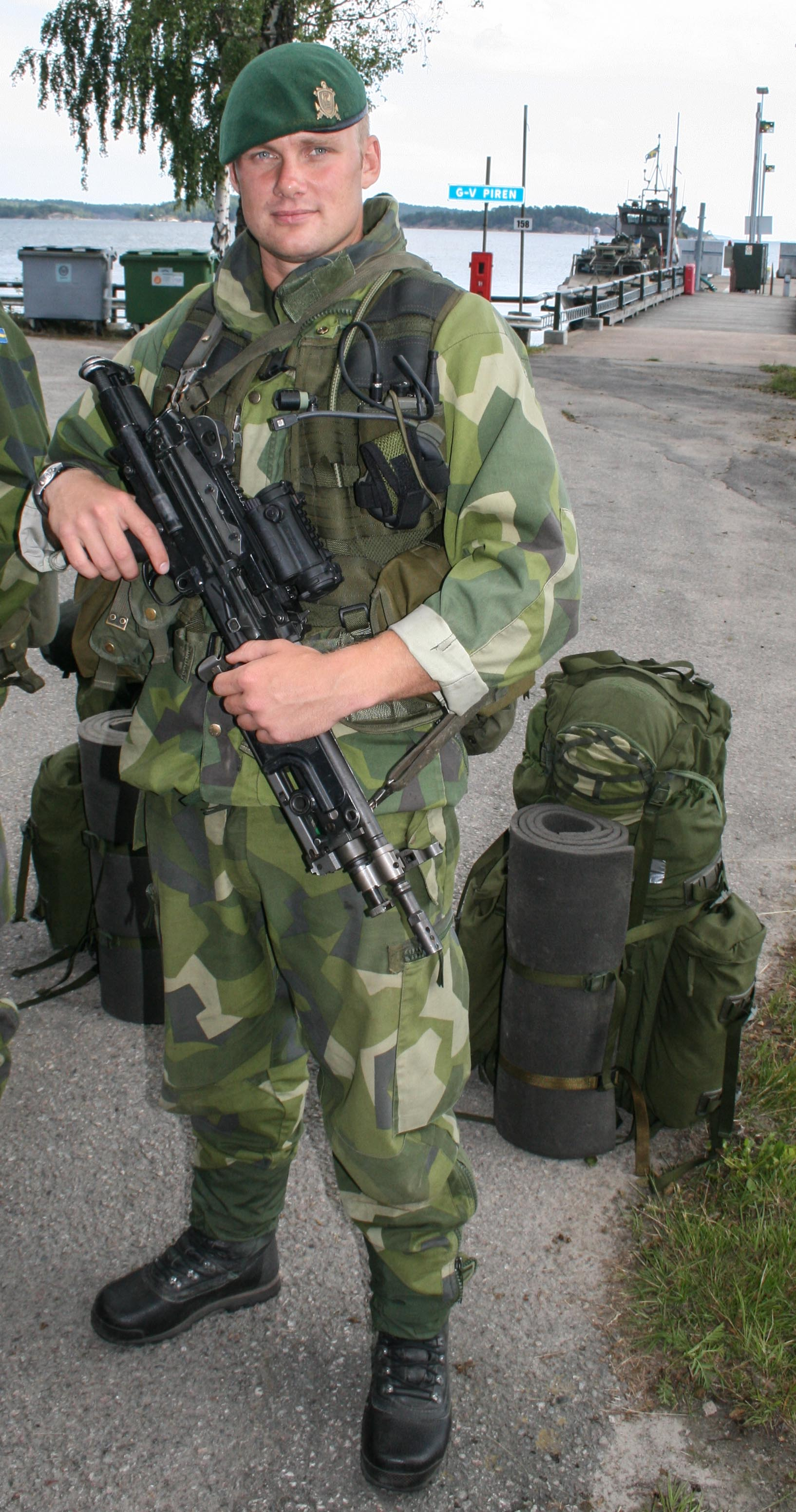
戦闘服を着用するスウェーデン海軍の水陸両用部隊兵士。
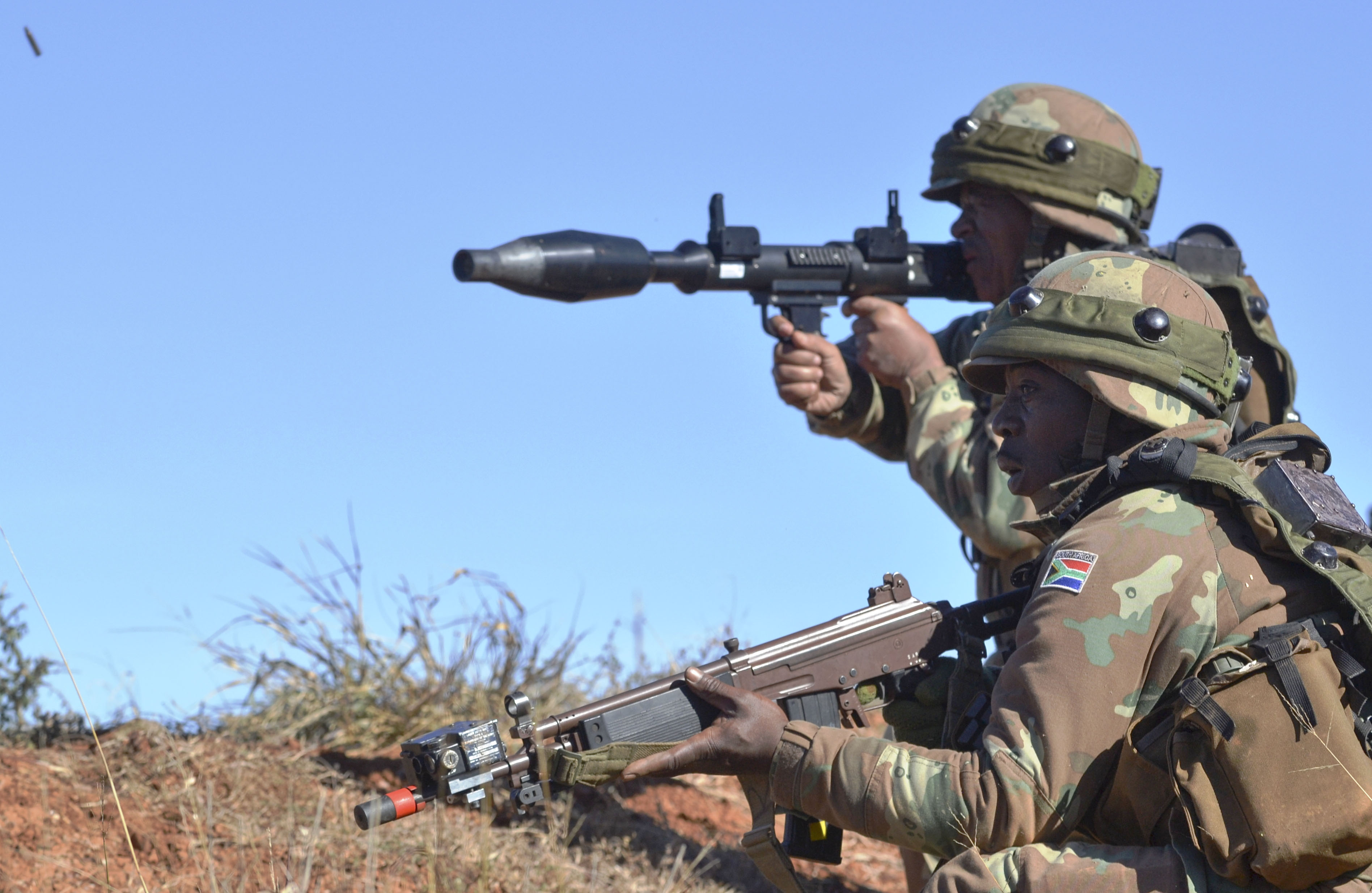
南アフリカ国防軍兵士
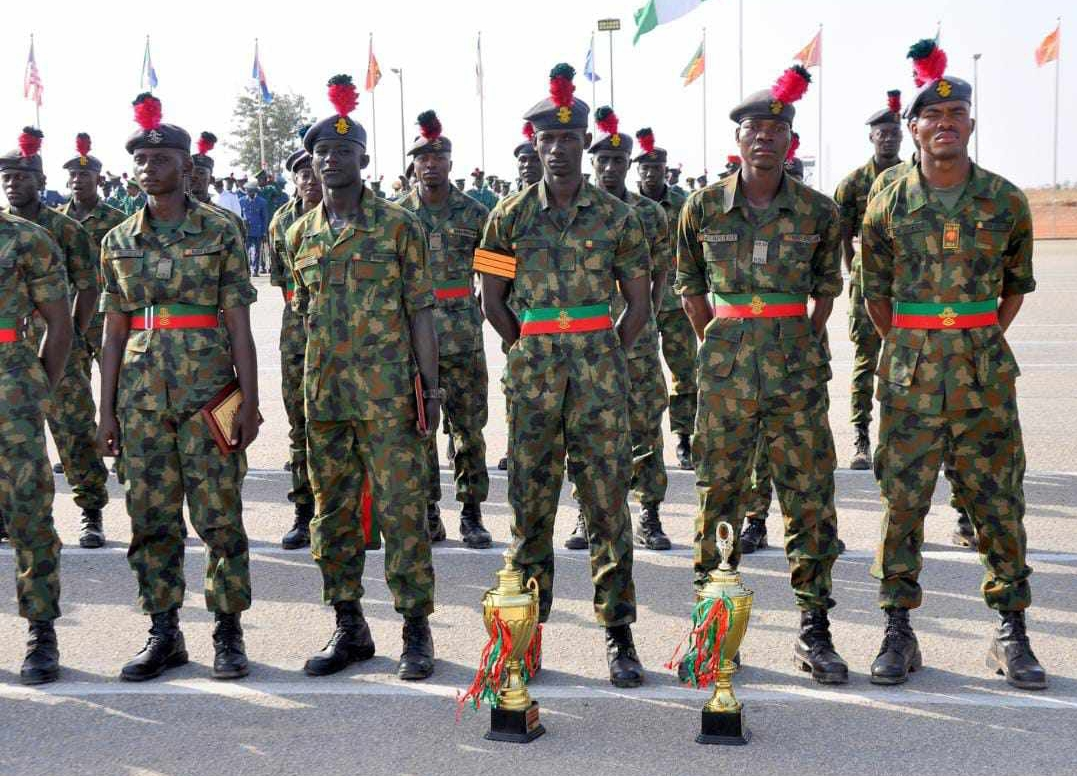
ナイジェリア軍兵士
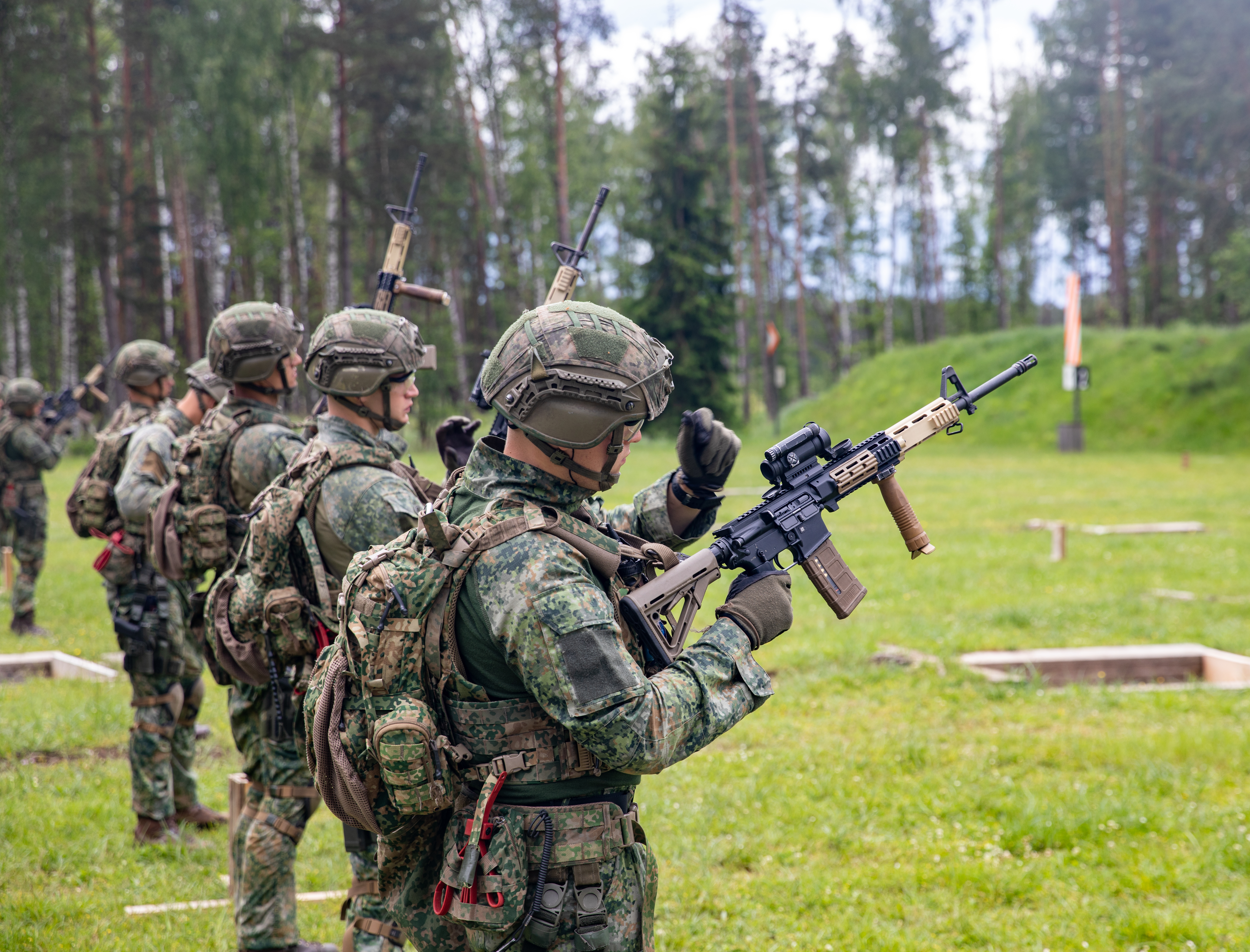
オランダ軍兵士
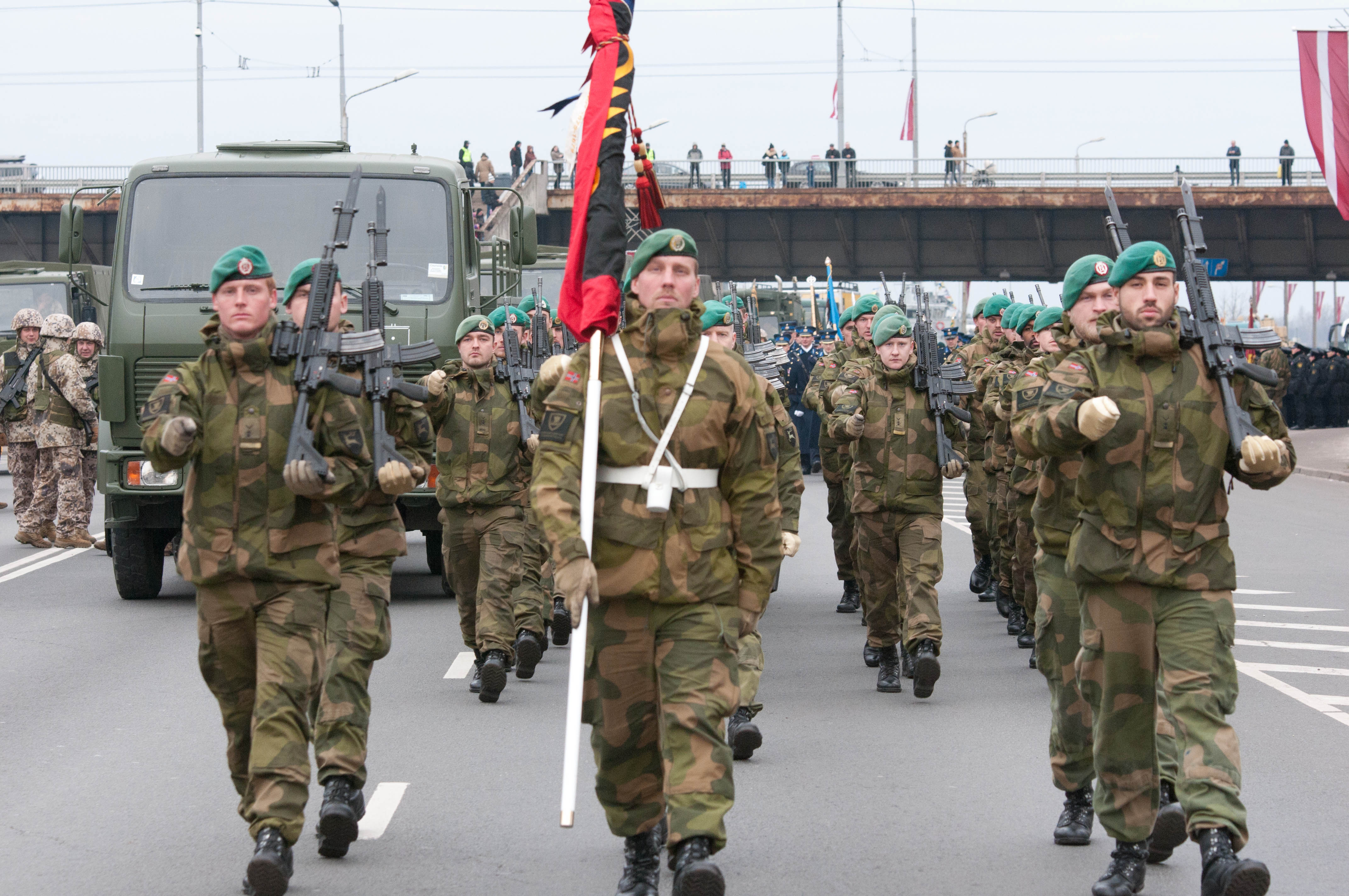
ノルウェー軍兵士
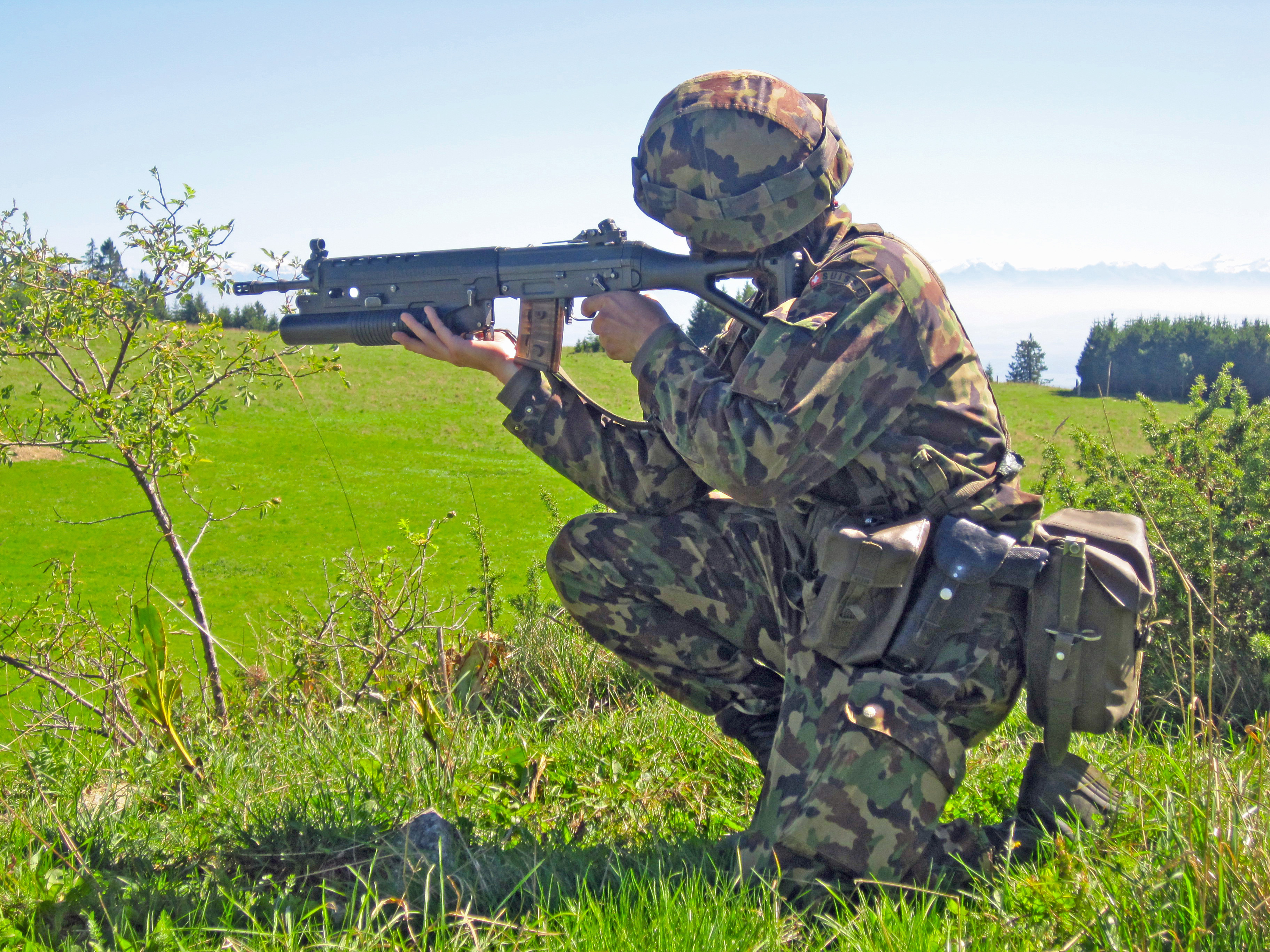
スイス軍兵士
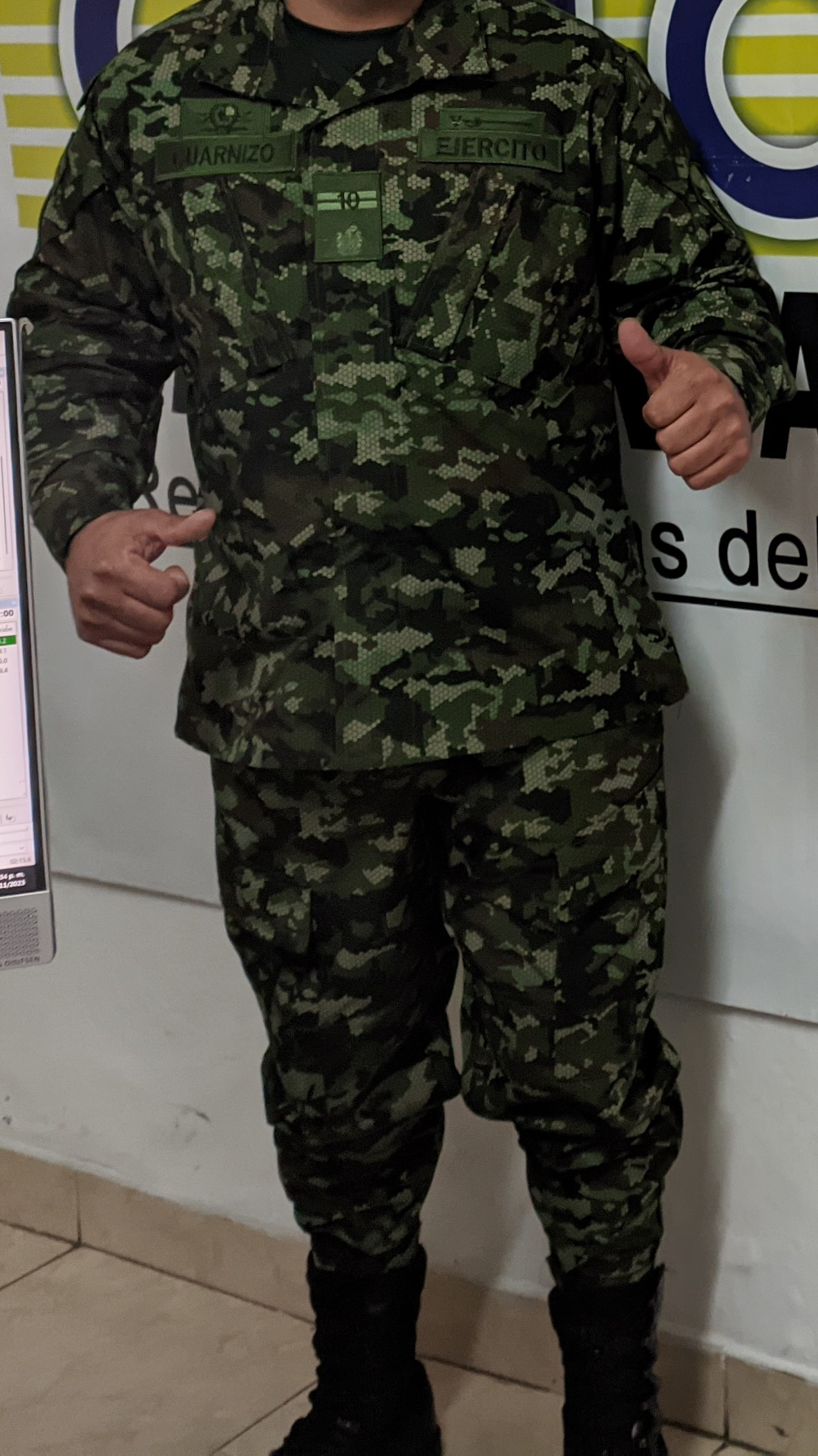
コロンビア軍の戦闘服
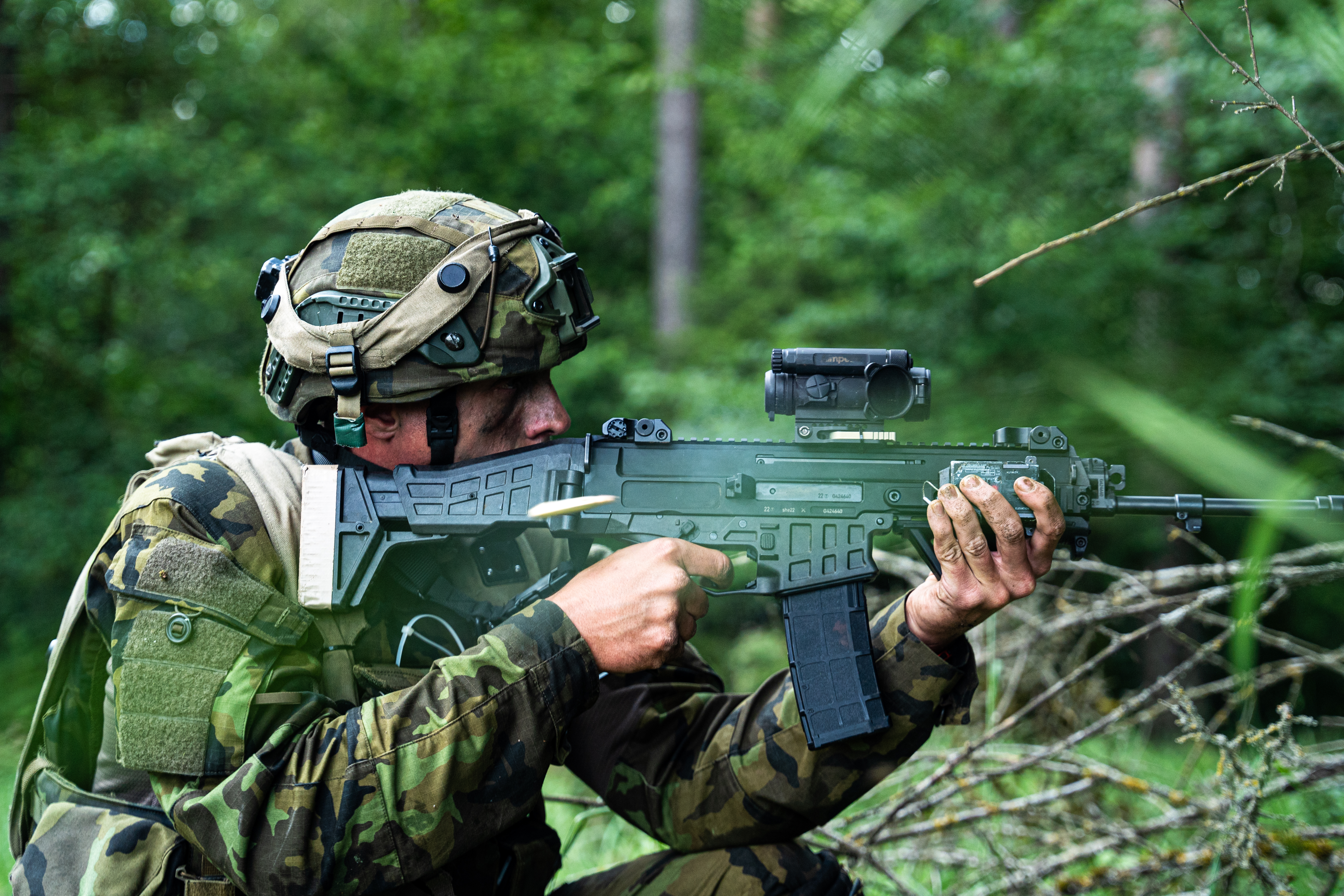
チェコ共和国軍兵士
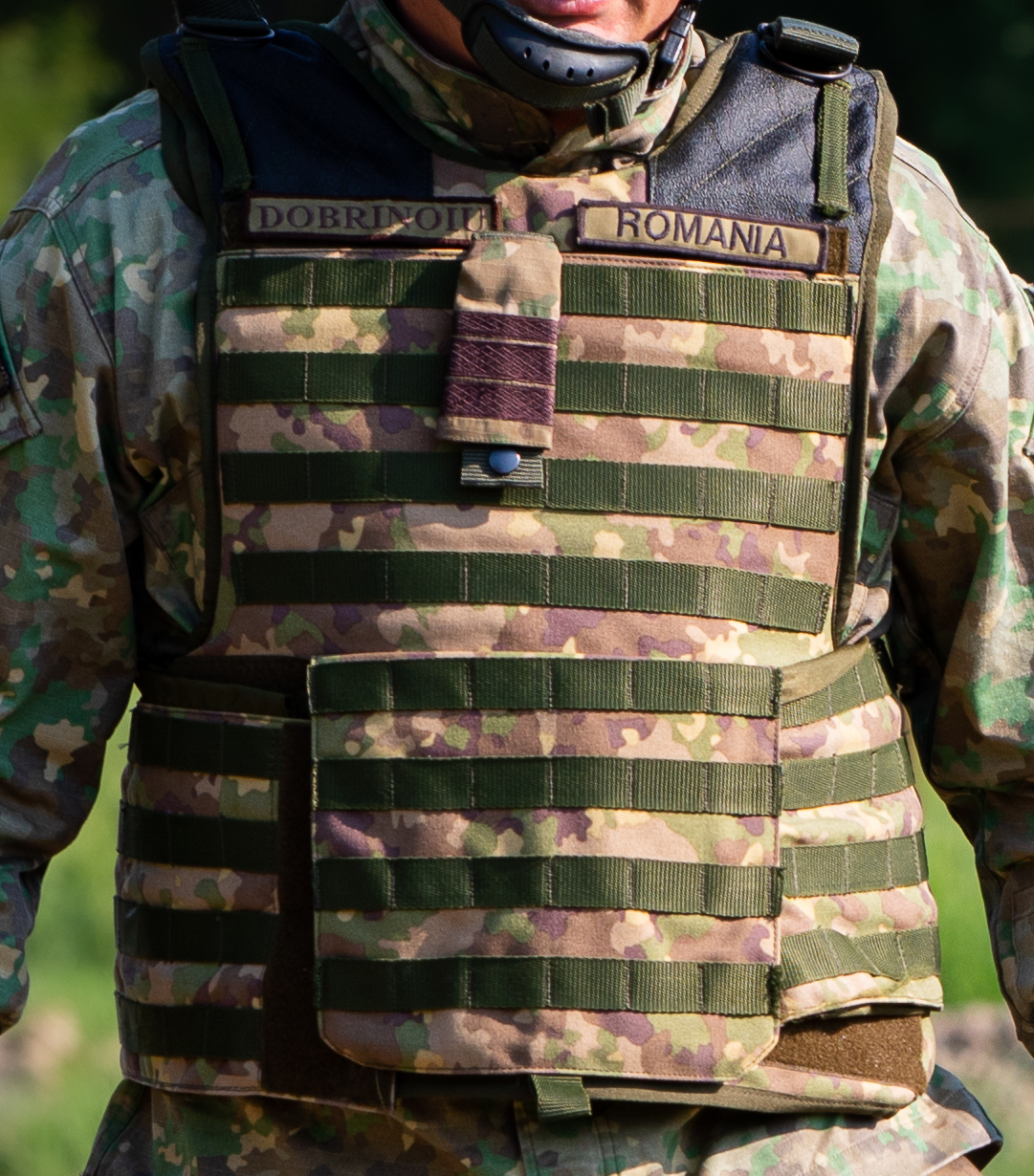
ルーマニア軍のボディーアーマー
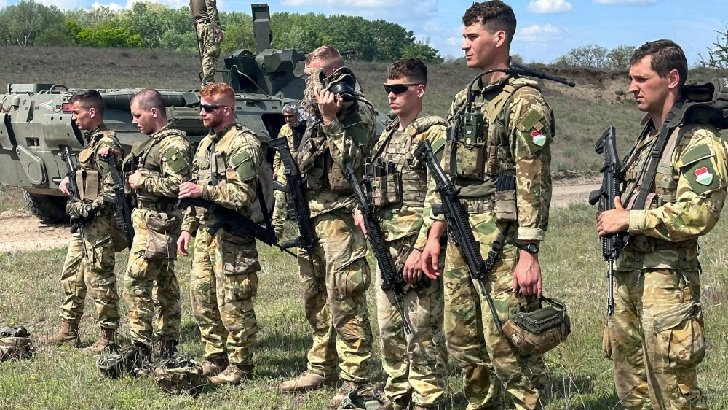
ハンガリー軍兵士
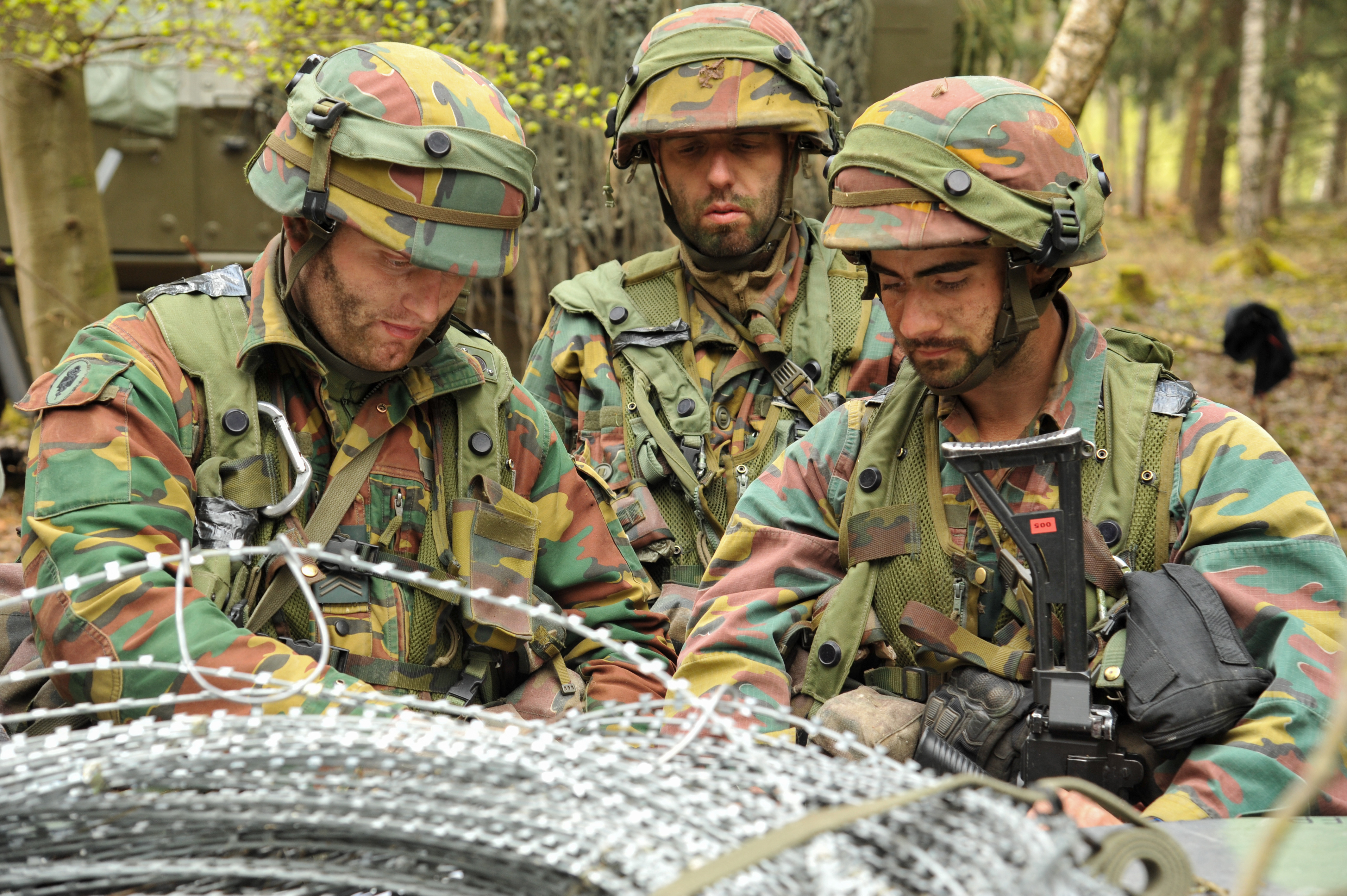
ベルギー軍兵士
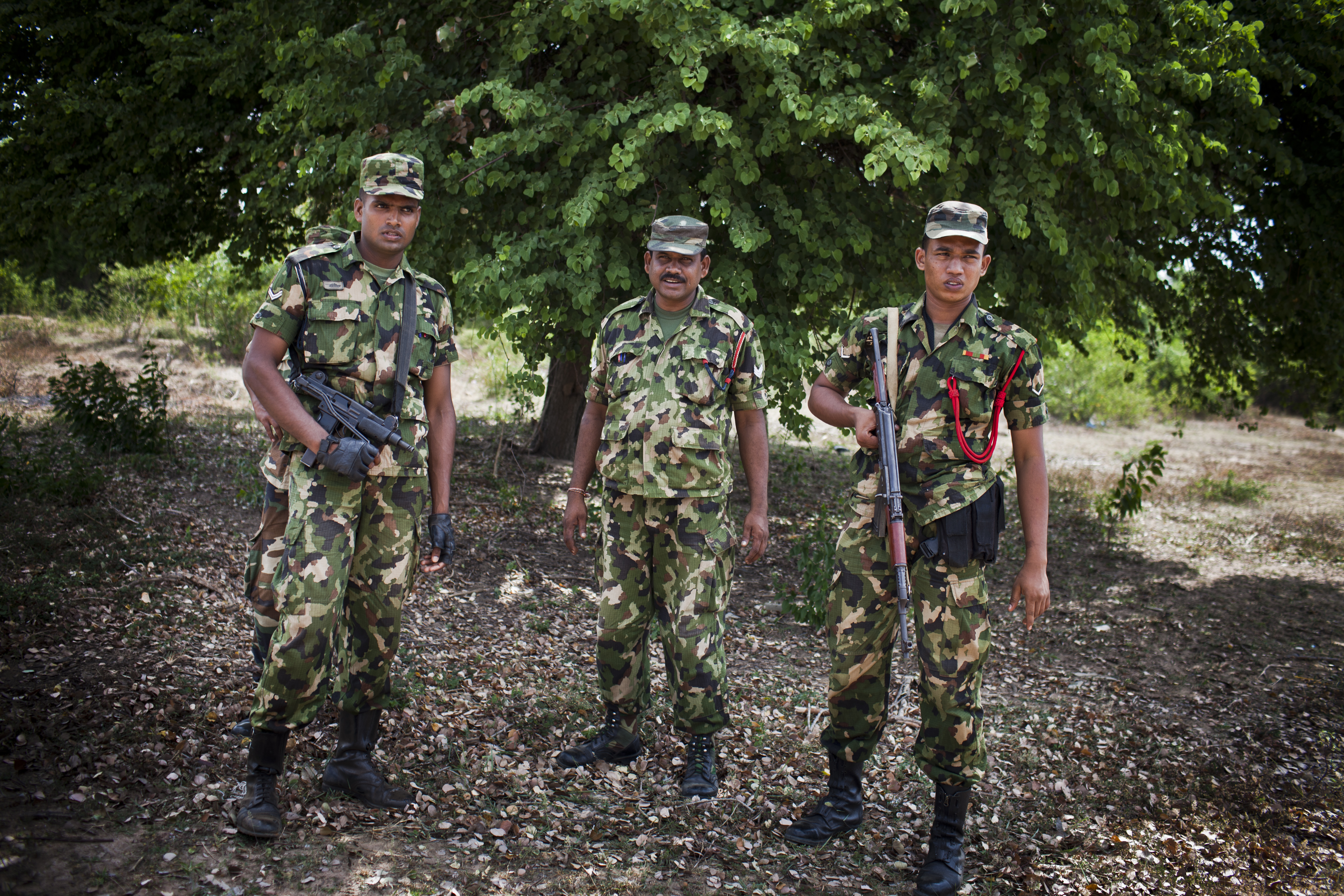
スリランカ軍兵士

### デジタル迷彩
カナダ軍が1996年に迷彩効果が高いデジタル迷彩であるCADPATを採用し、フィンランド国防軍はM05迷彩を採用し、MCCUUのMARPATがアメリカ軍で採用された最初のデジタル迷彩となった。中国人民解放軍は07式军服でデジタル迷彩を採用し、ロシア連邦軍はEMR（Edinaya maskirovochnaya rascvetka）迷彩を採用し（日本ではしばしばデジタルフローラと呼ばれる）、ベラルーシ陸軍でもEMR迷彩に酷似した迷彩が採用された。

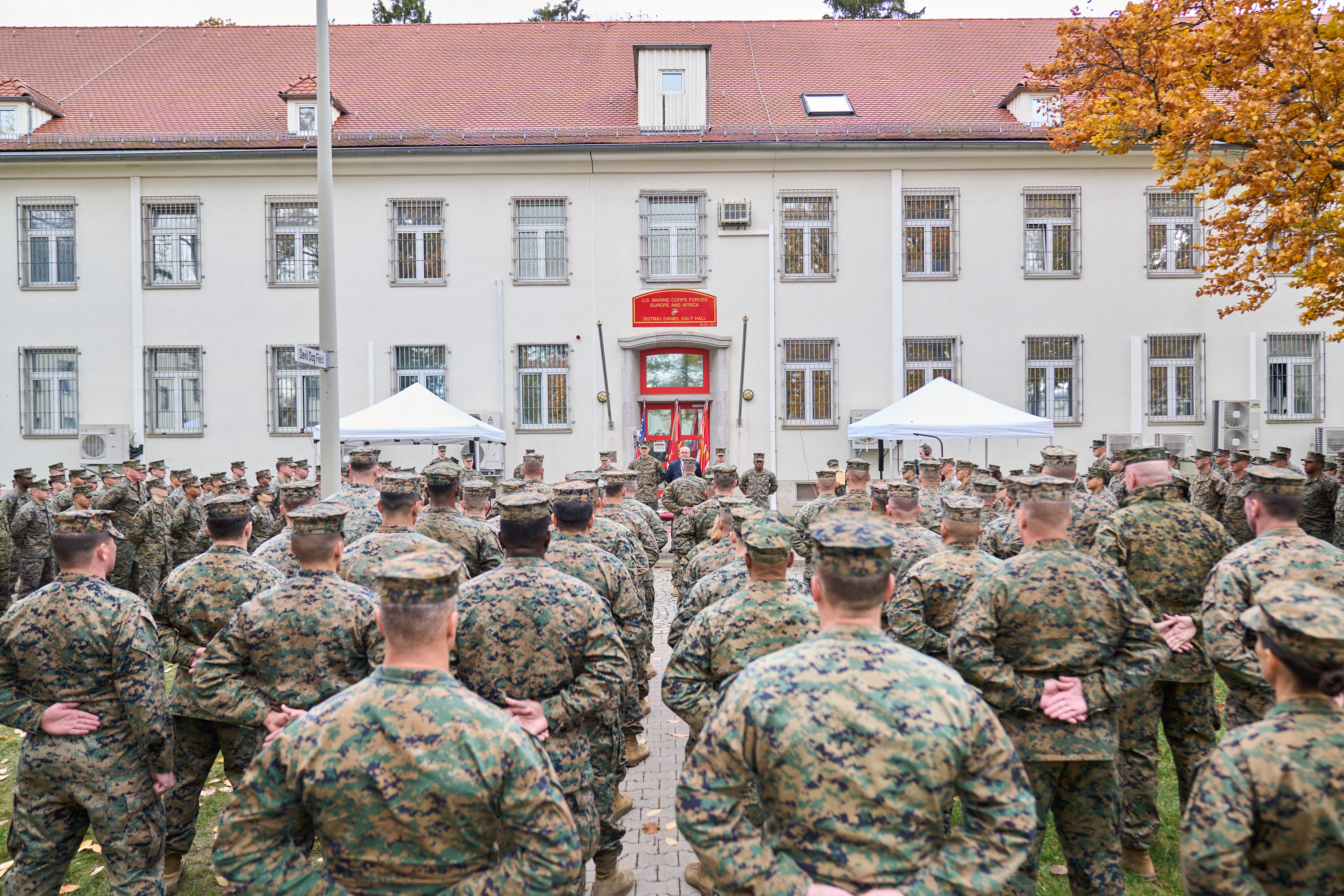
アメリカ軍海兵
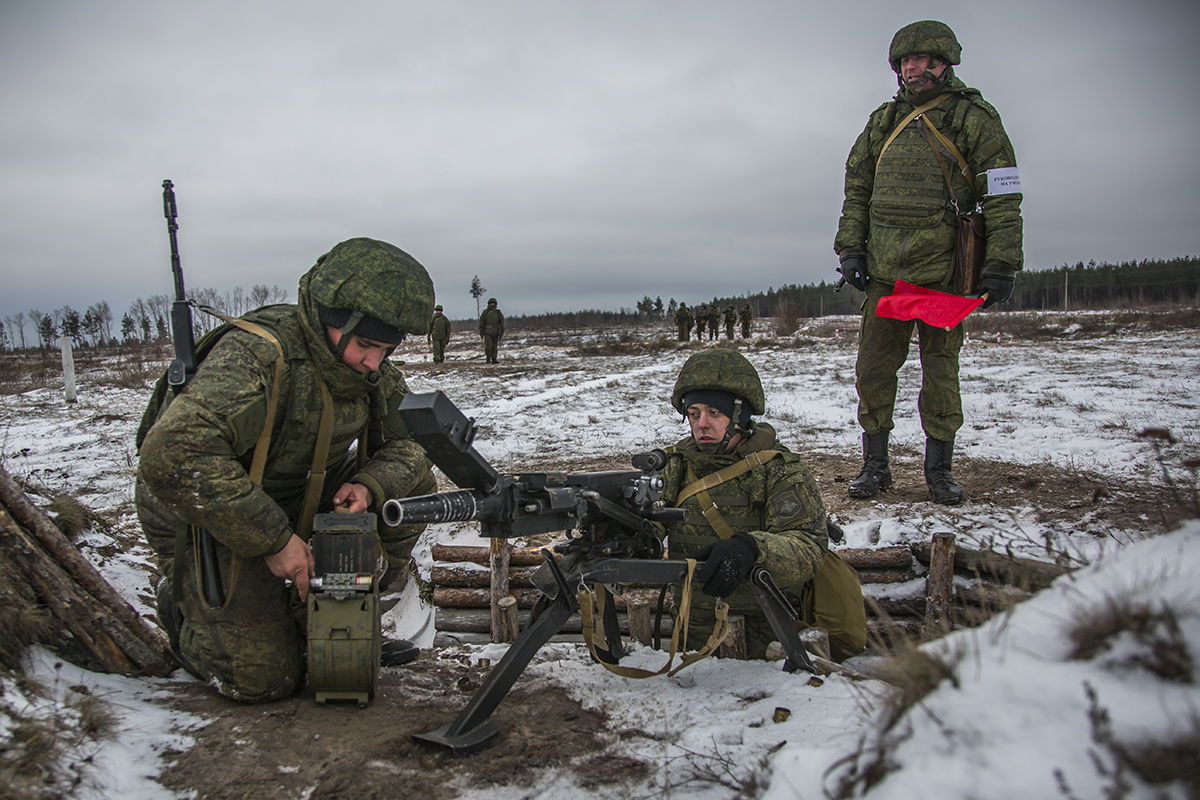
ロシア軍兵士
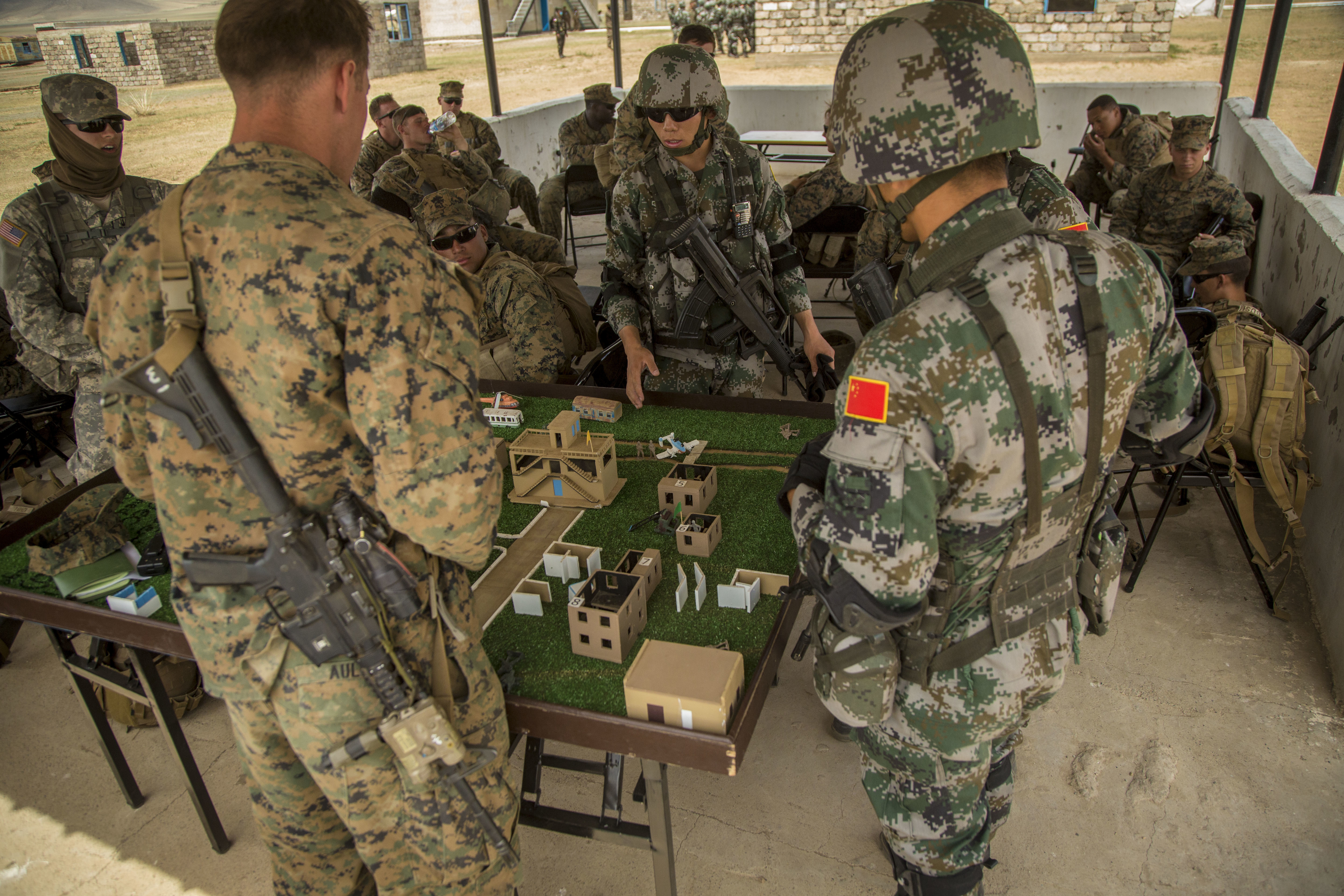
米海兵隊と訓練を行う中国人民解放軍兵士（右前方）
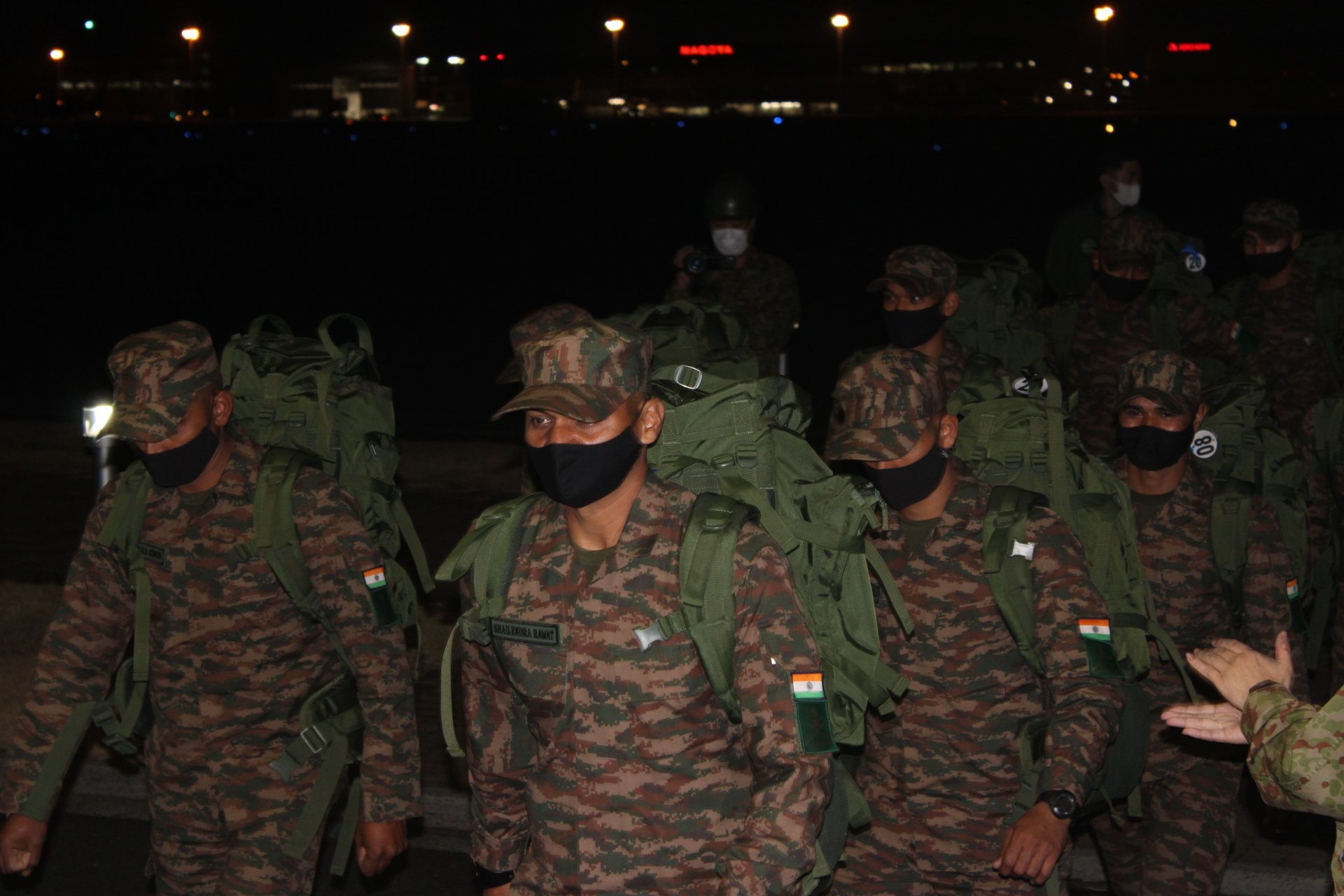
インド軍兵士
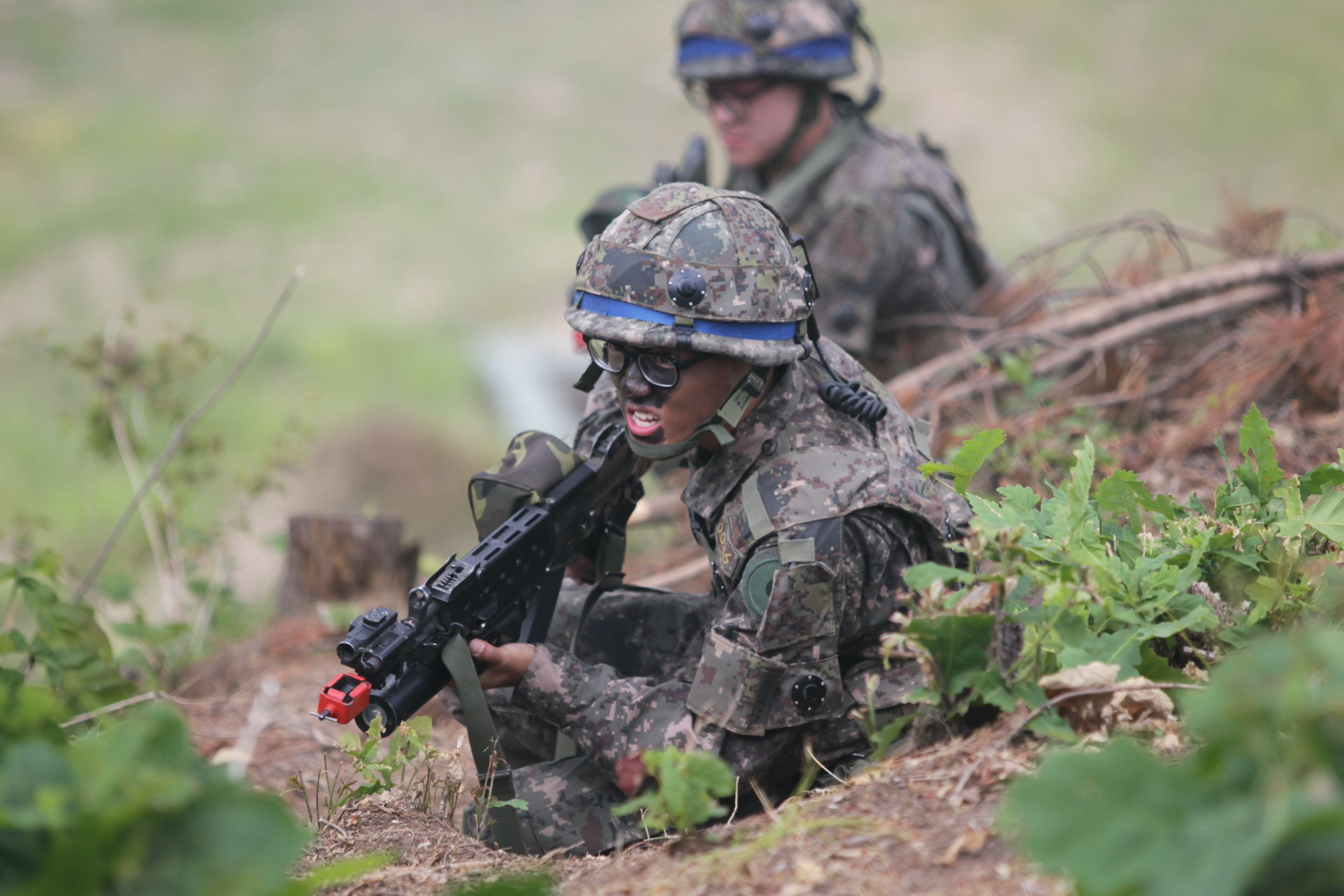
大韓民国国軍兵士
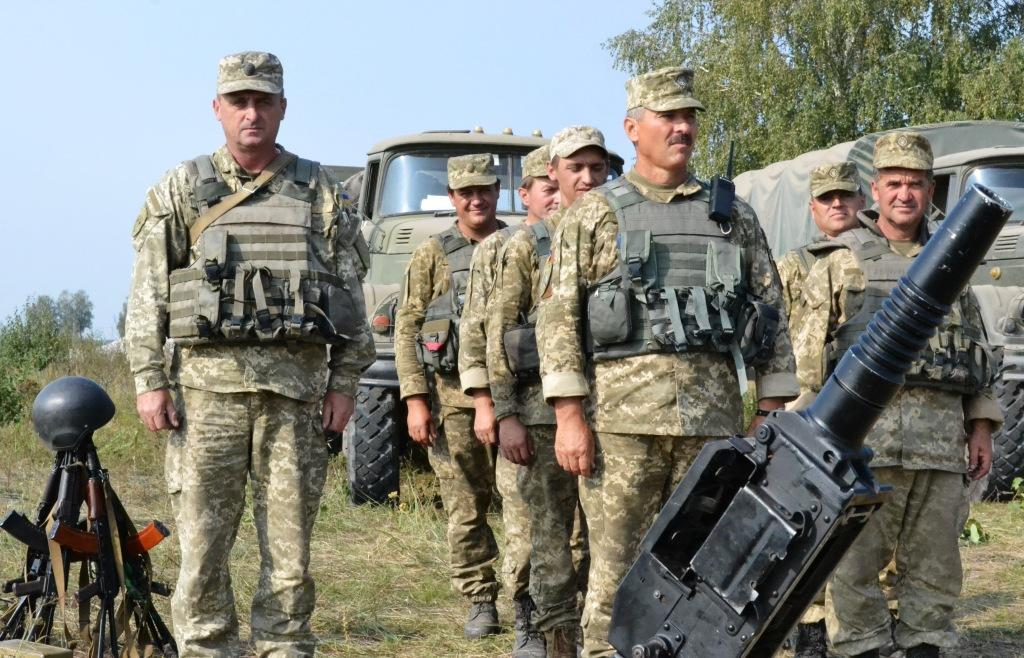
ウクライナ軍兵士
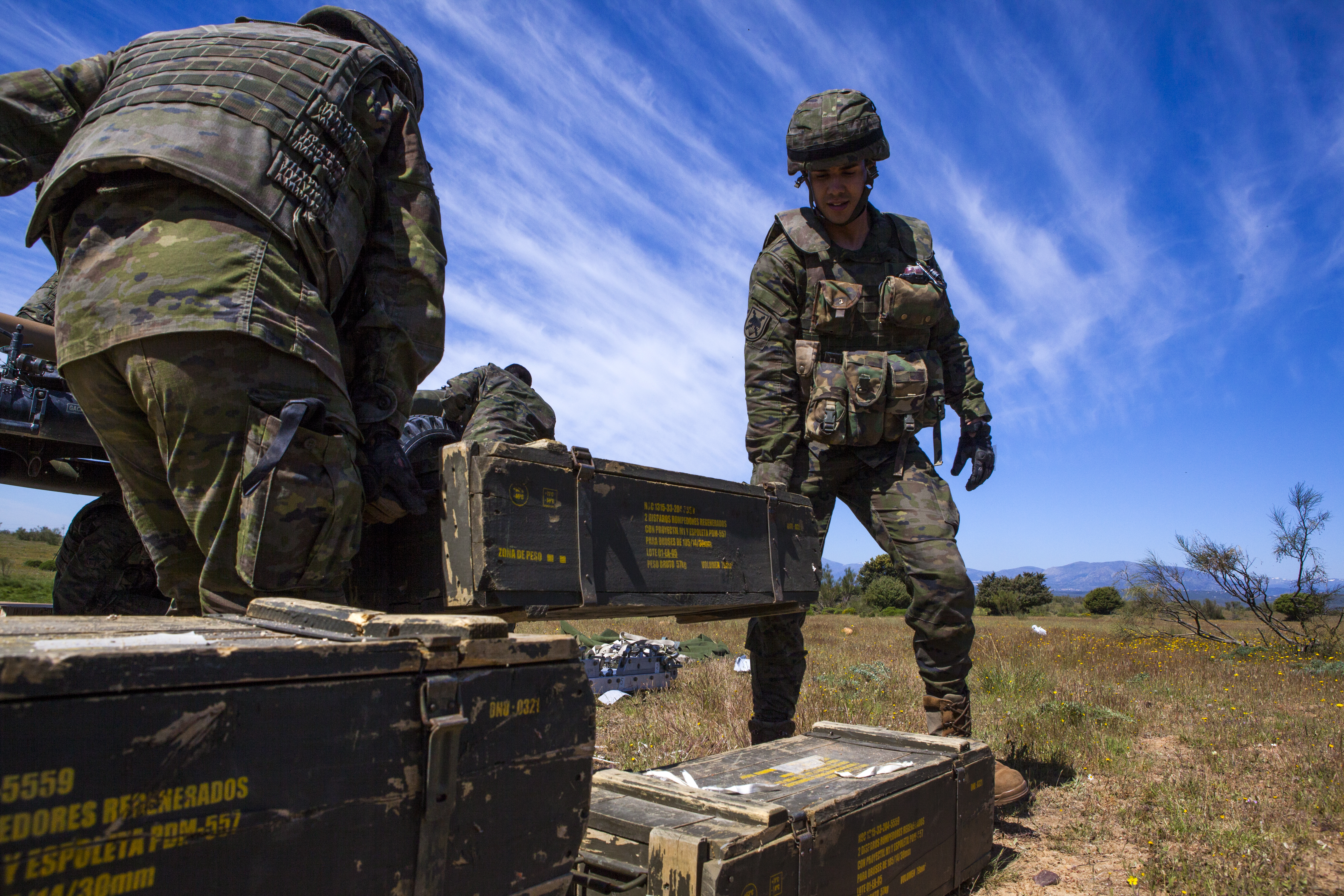
スペイン軍兵士
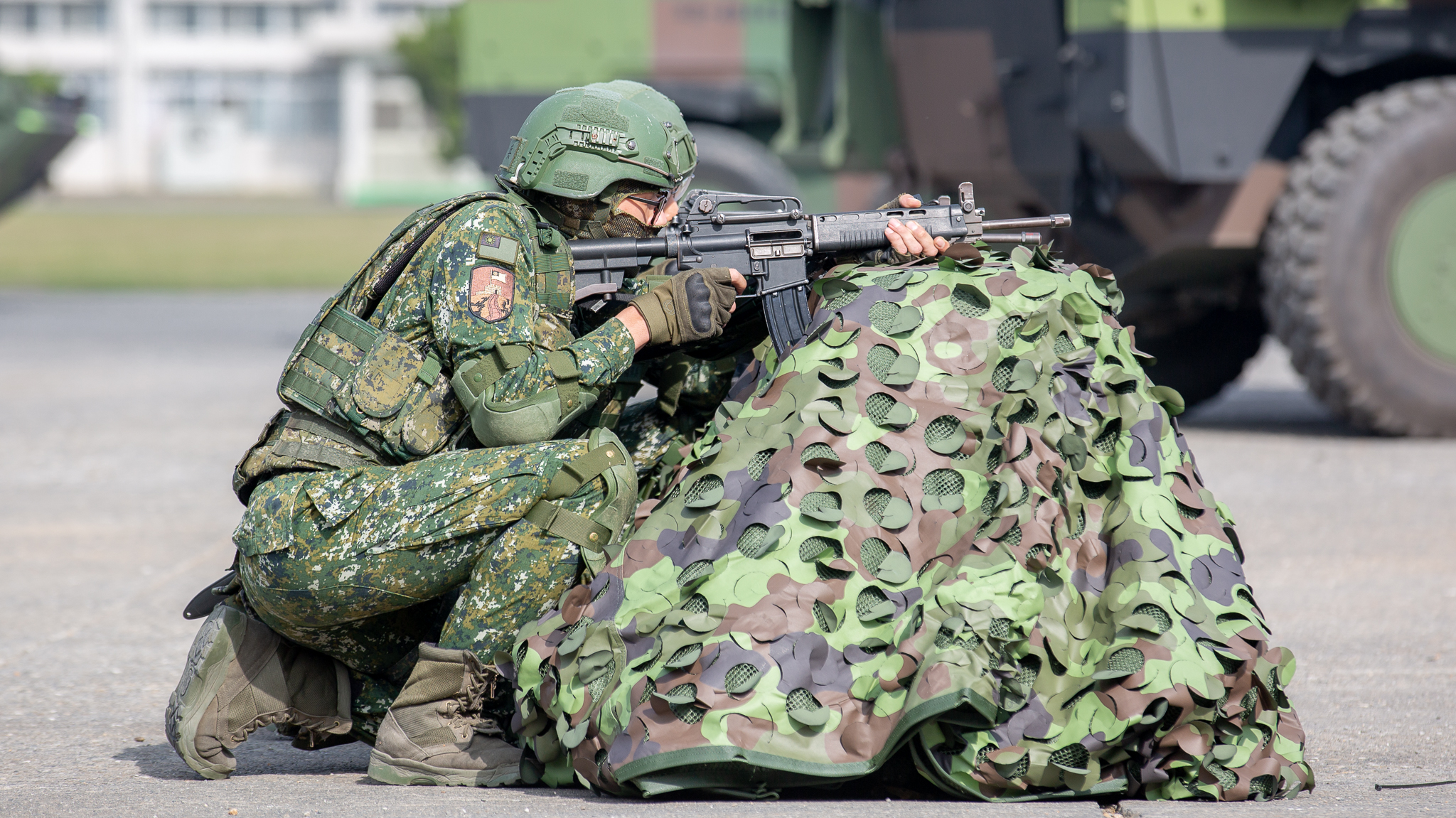
台湾軍兵士
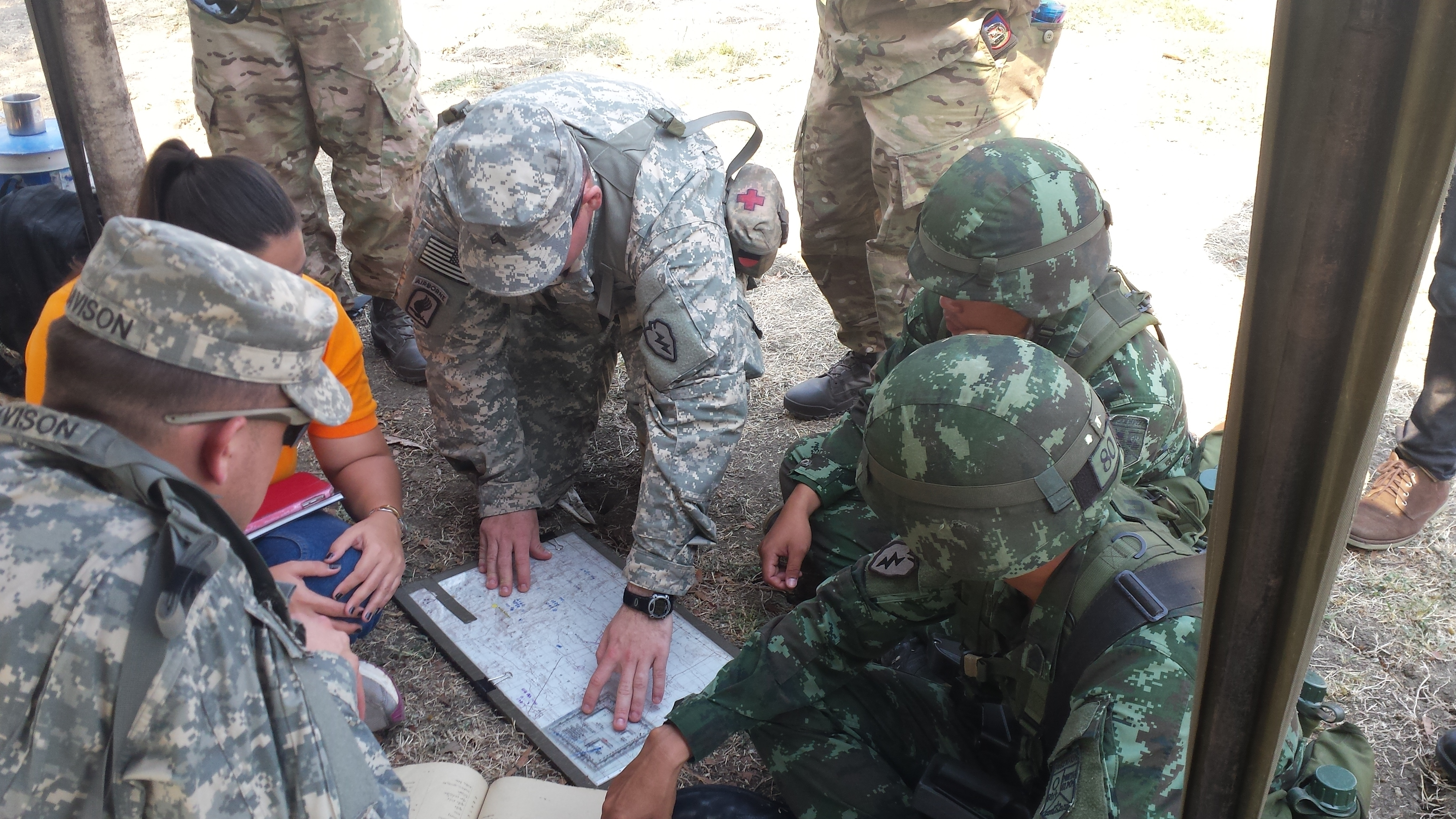
米陸軍と訓練を行うタイ軍兵士（右前方）
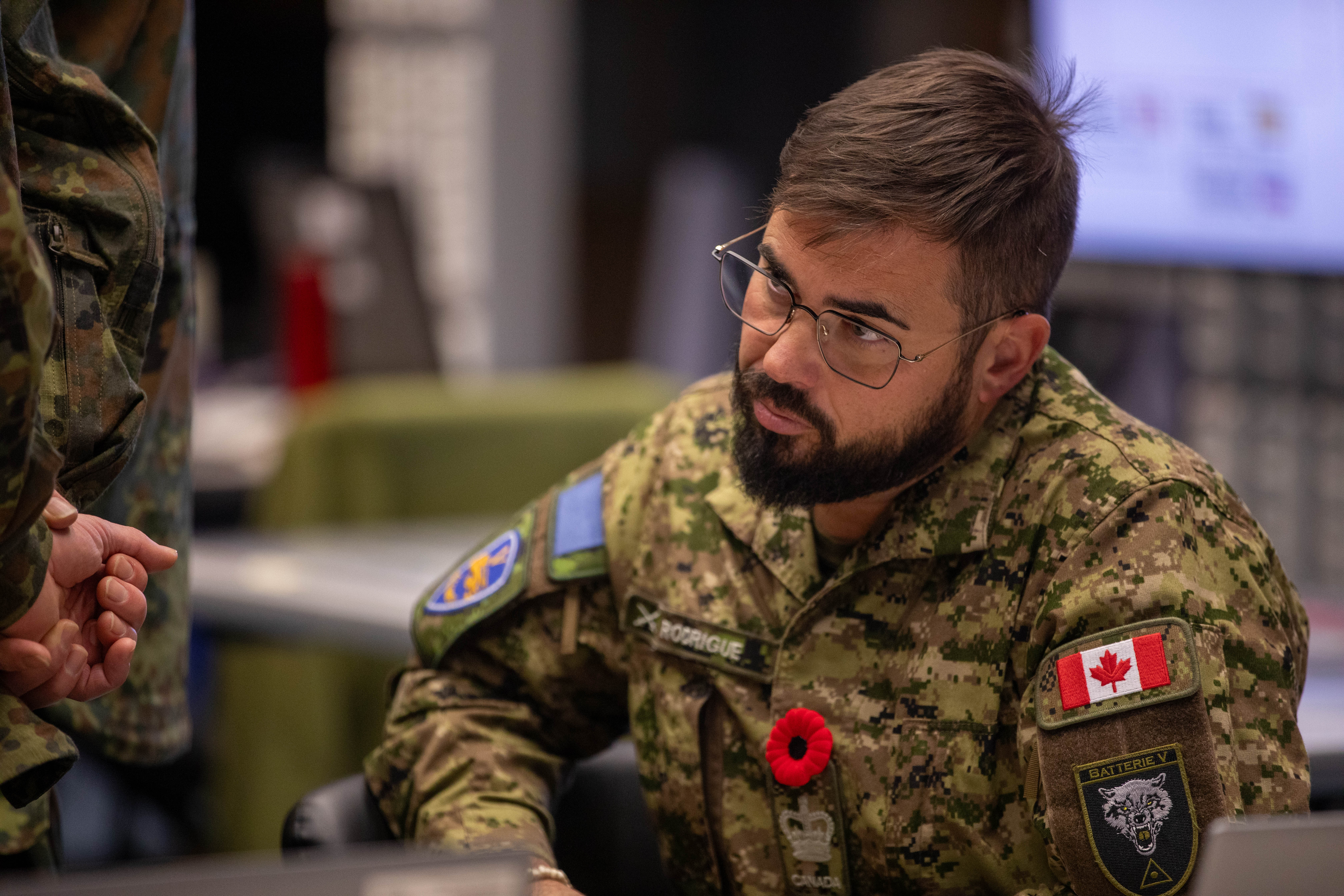
カナダ軍兵士
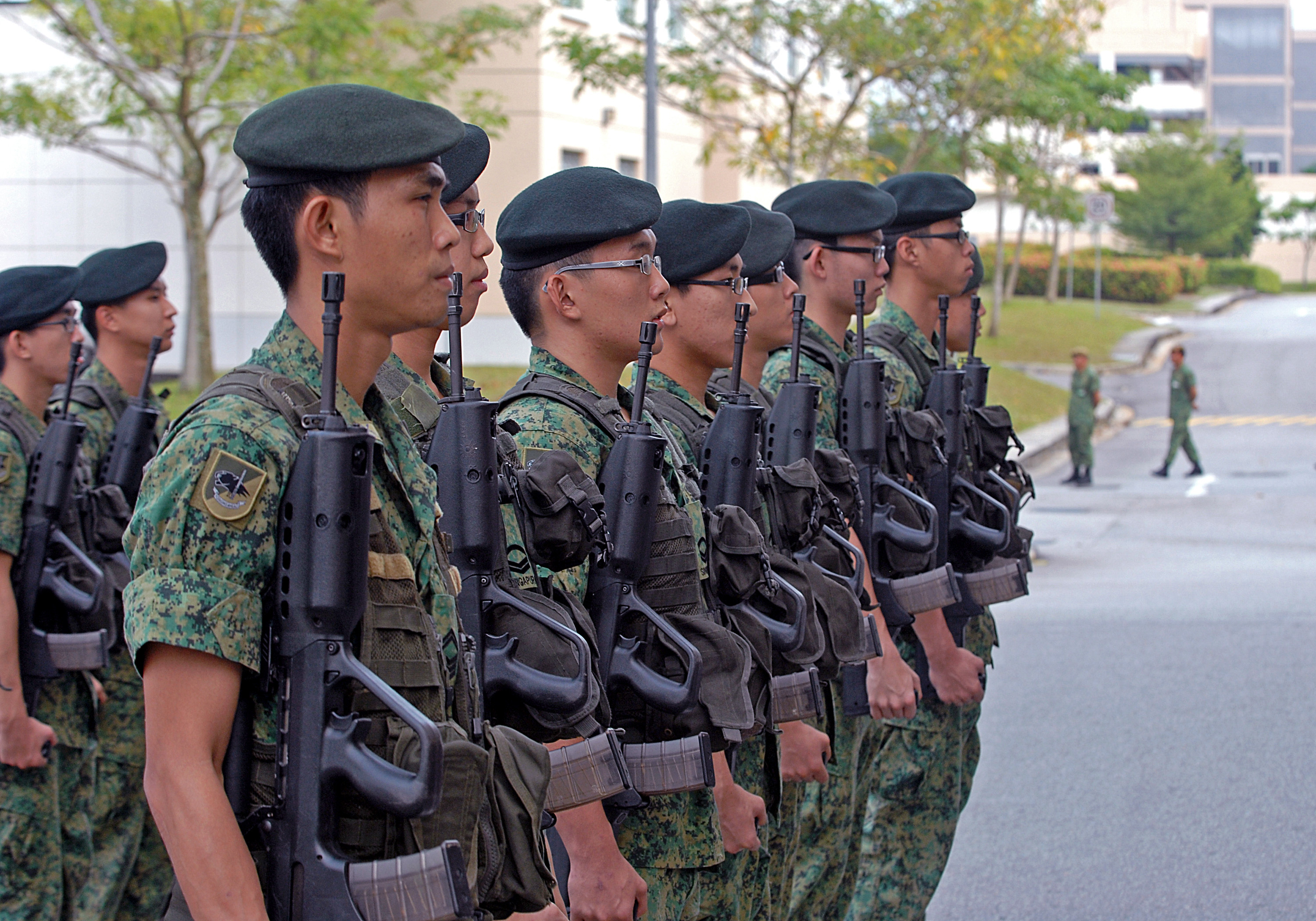
シンガポール軍兵士
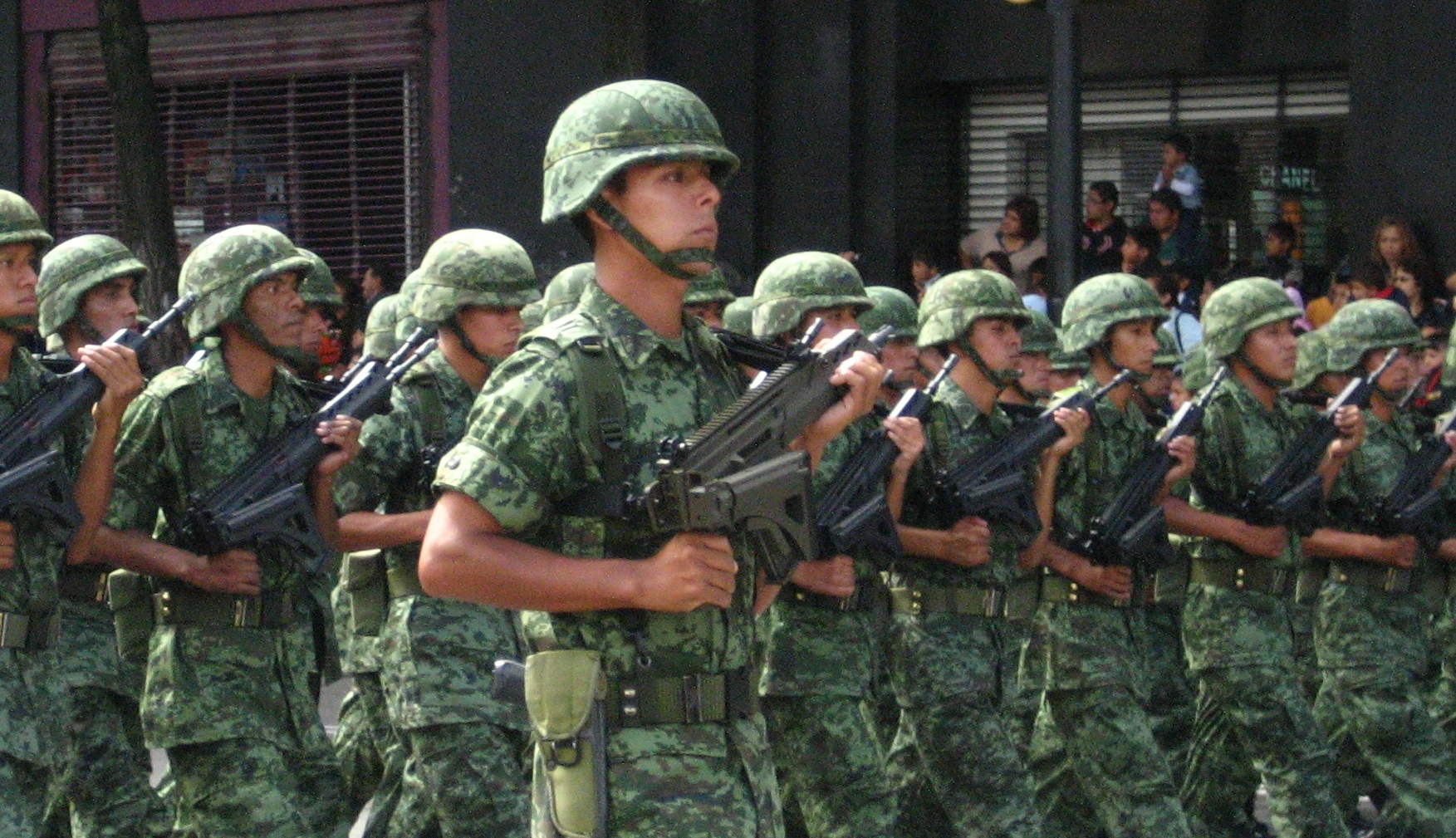
メキシコ軍兵士
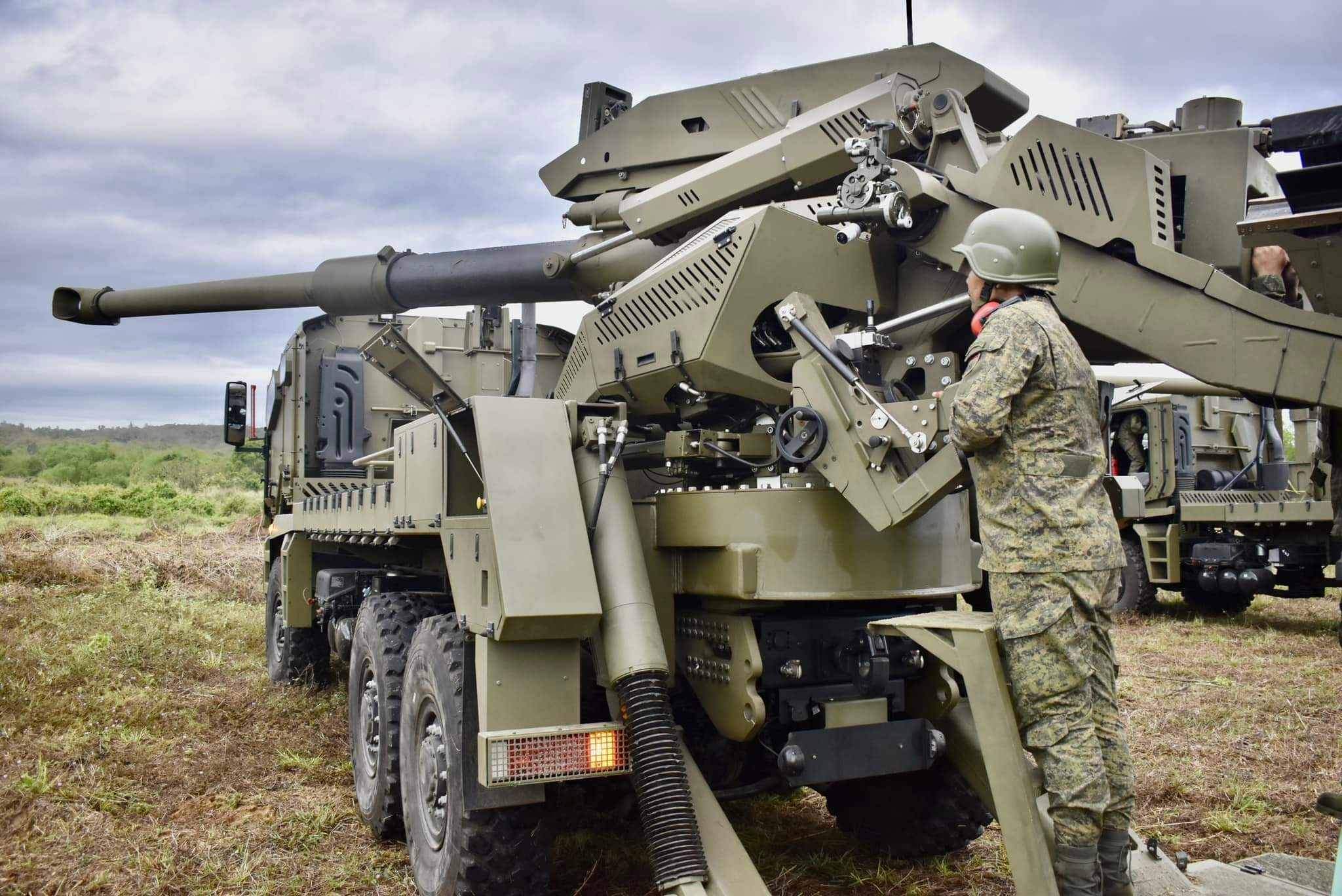
フィリピン軍兵士
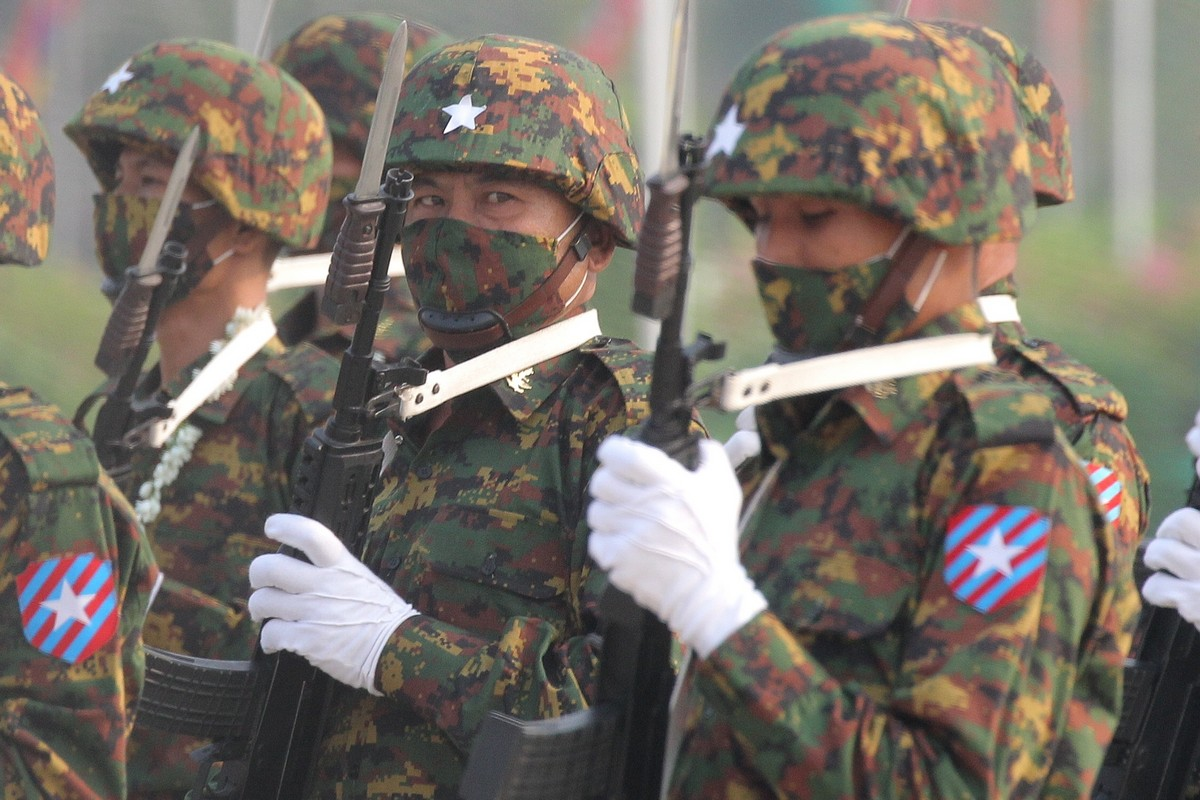
ミャンマー軍兵士
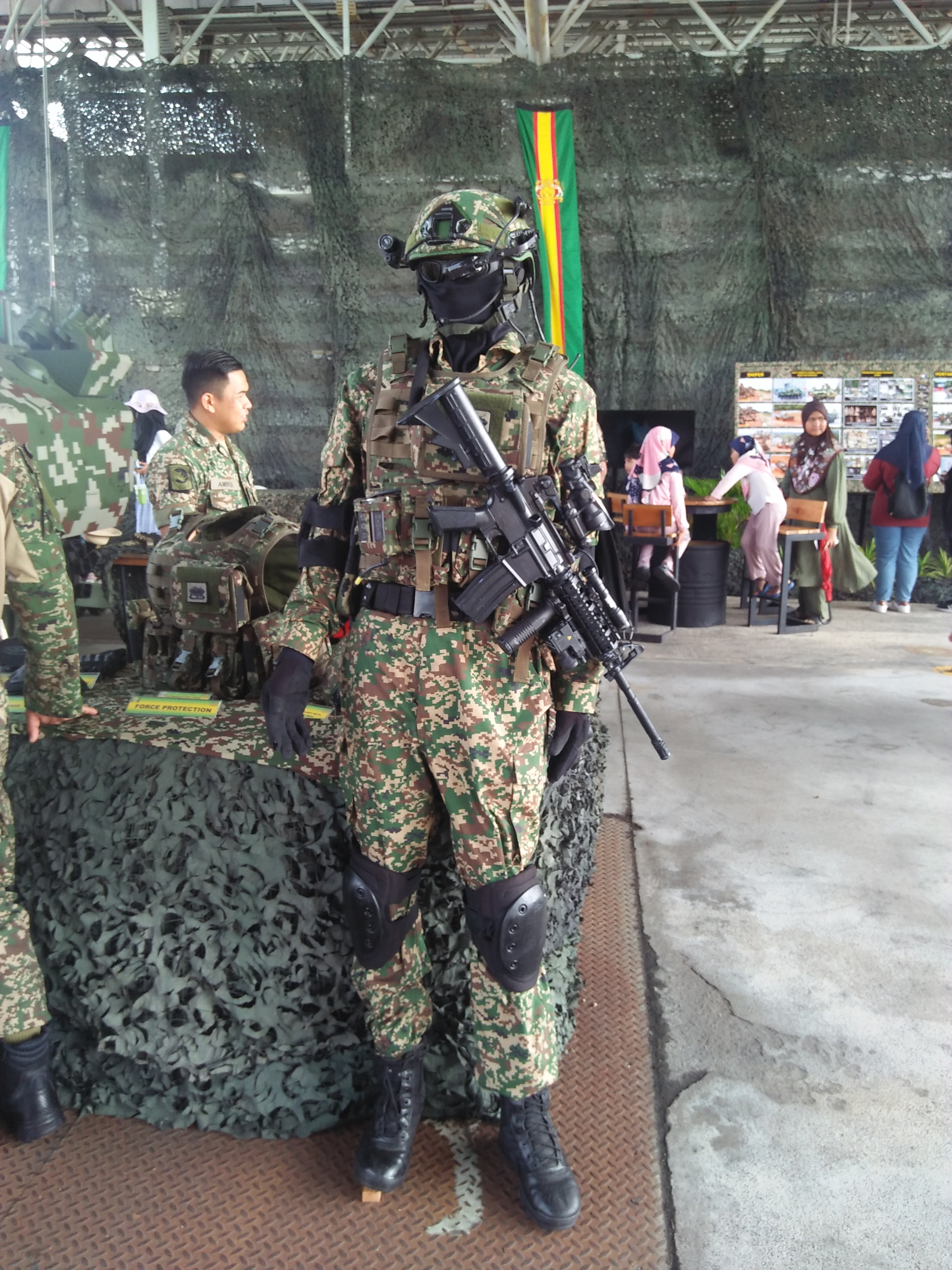
マレーシア軍兵士のマネキン
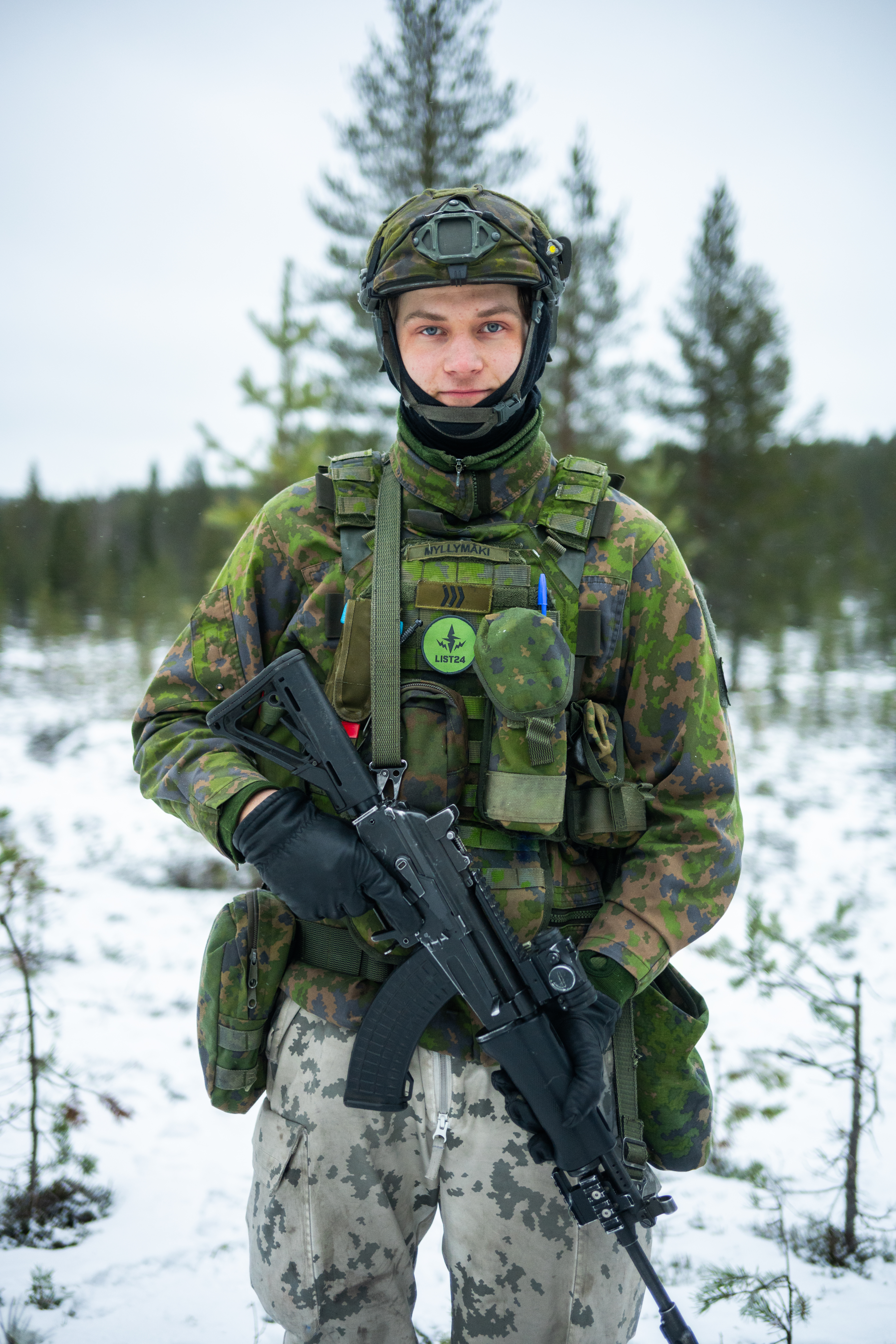
フィンランド軍兵士
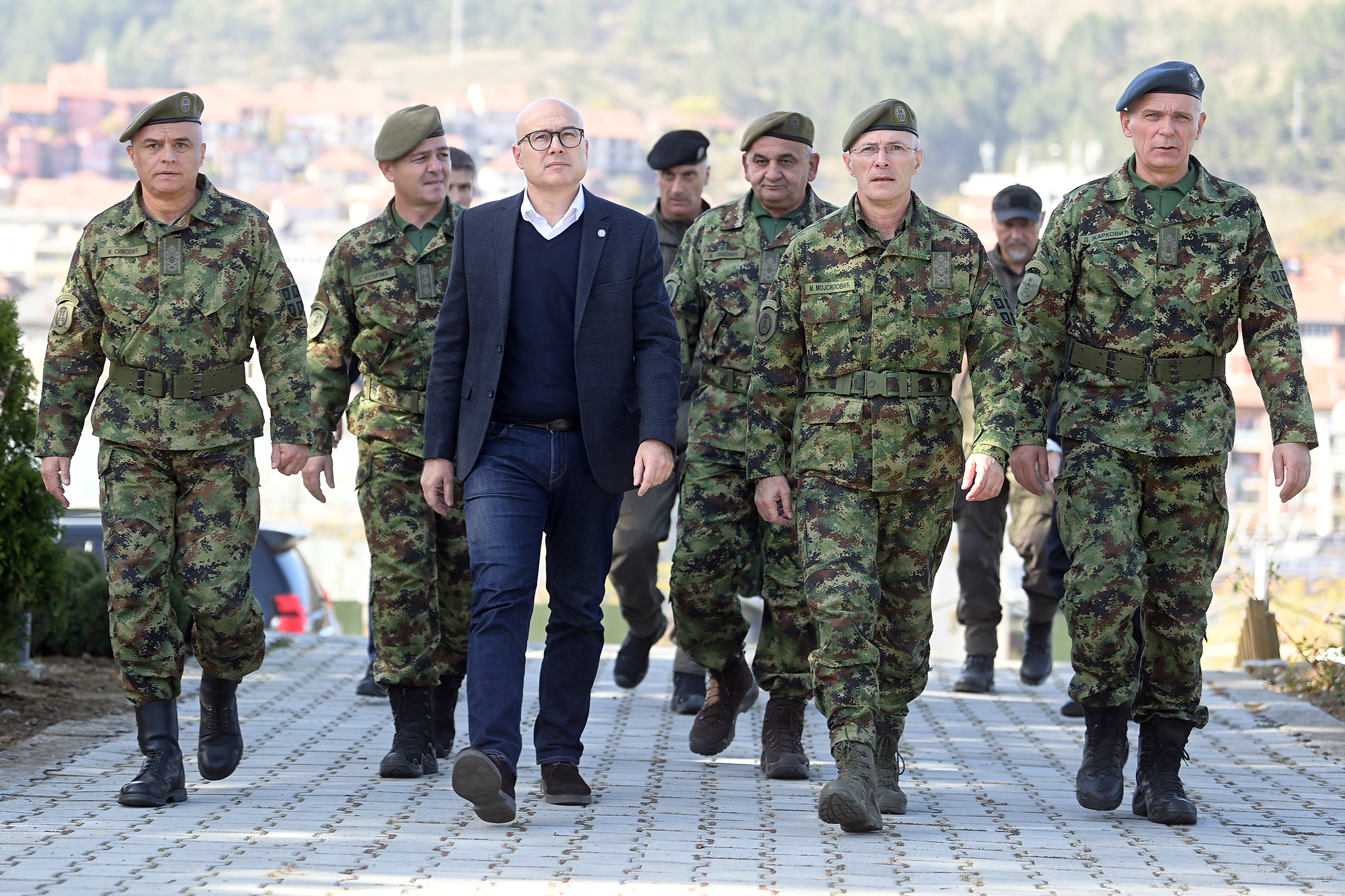
セルビア軍兵士
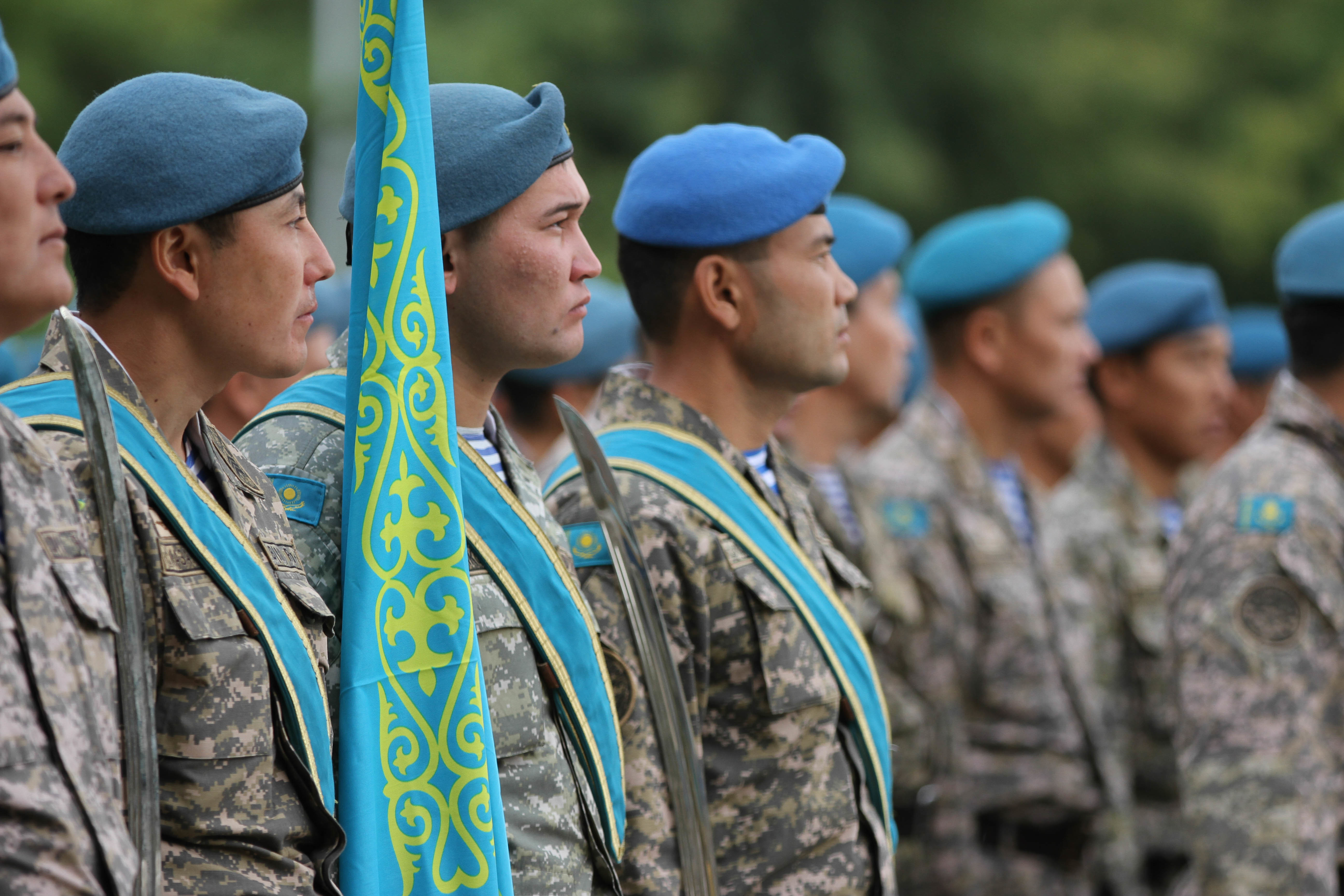
カザフスタン軍兵士
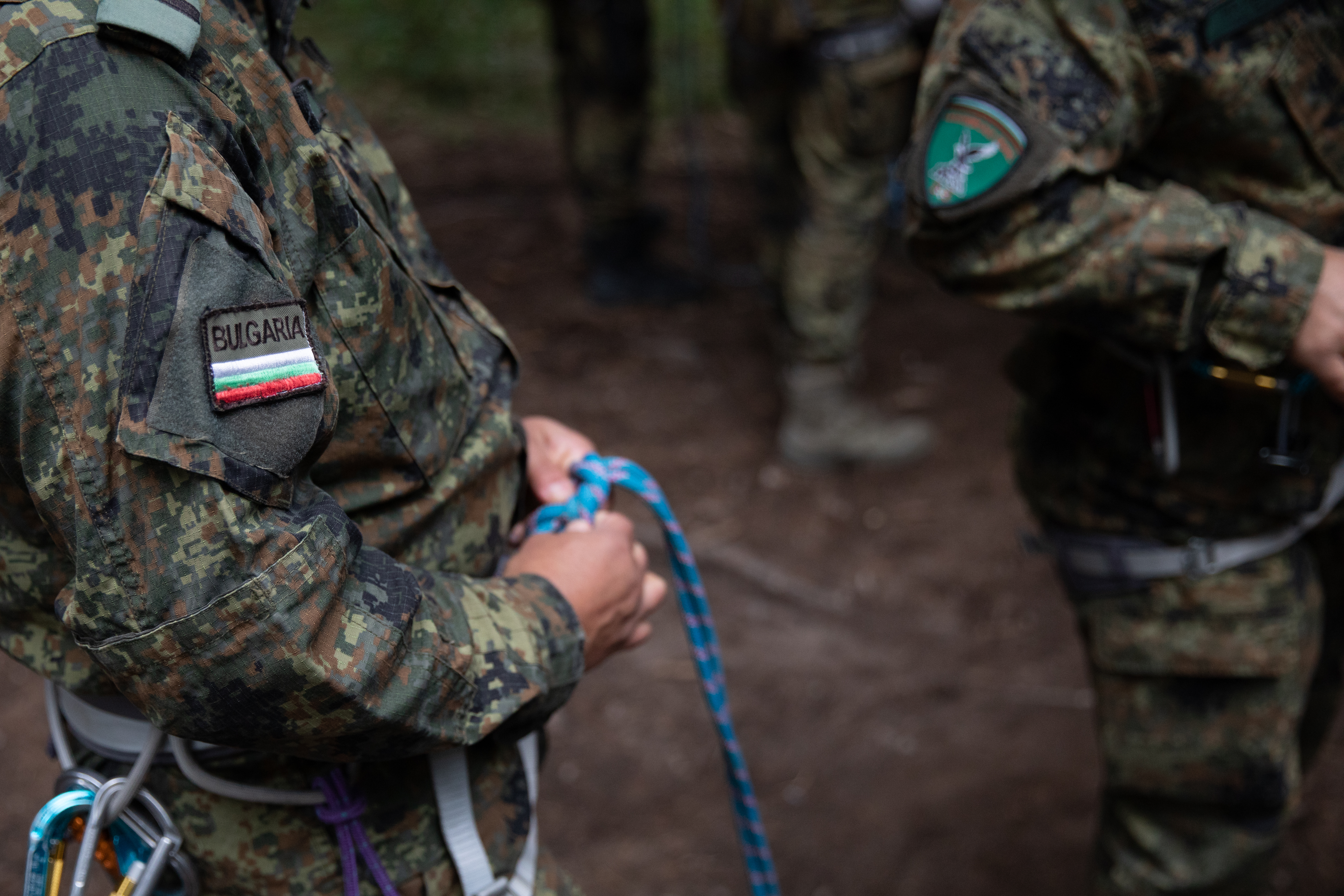
ブルガリア軍兵士
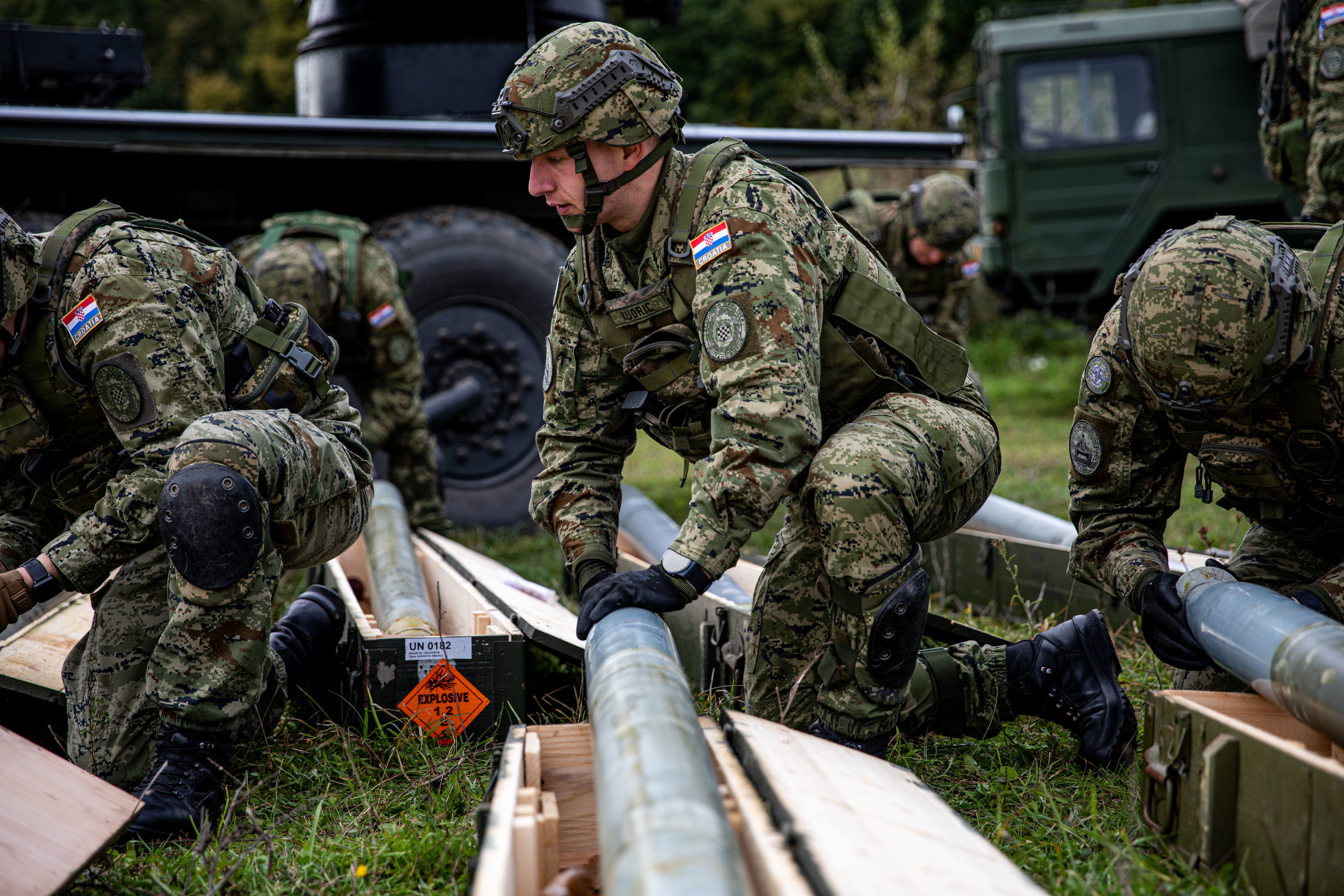
クロアチア軍兵士
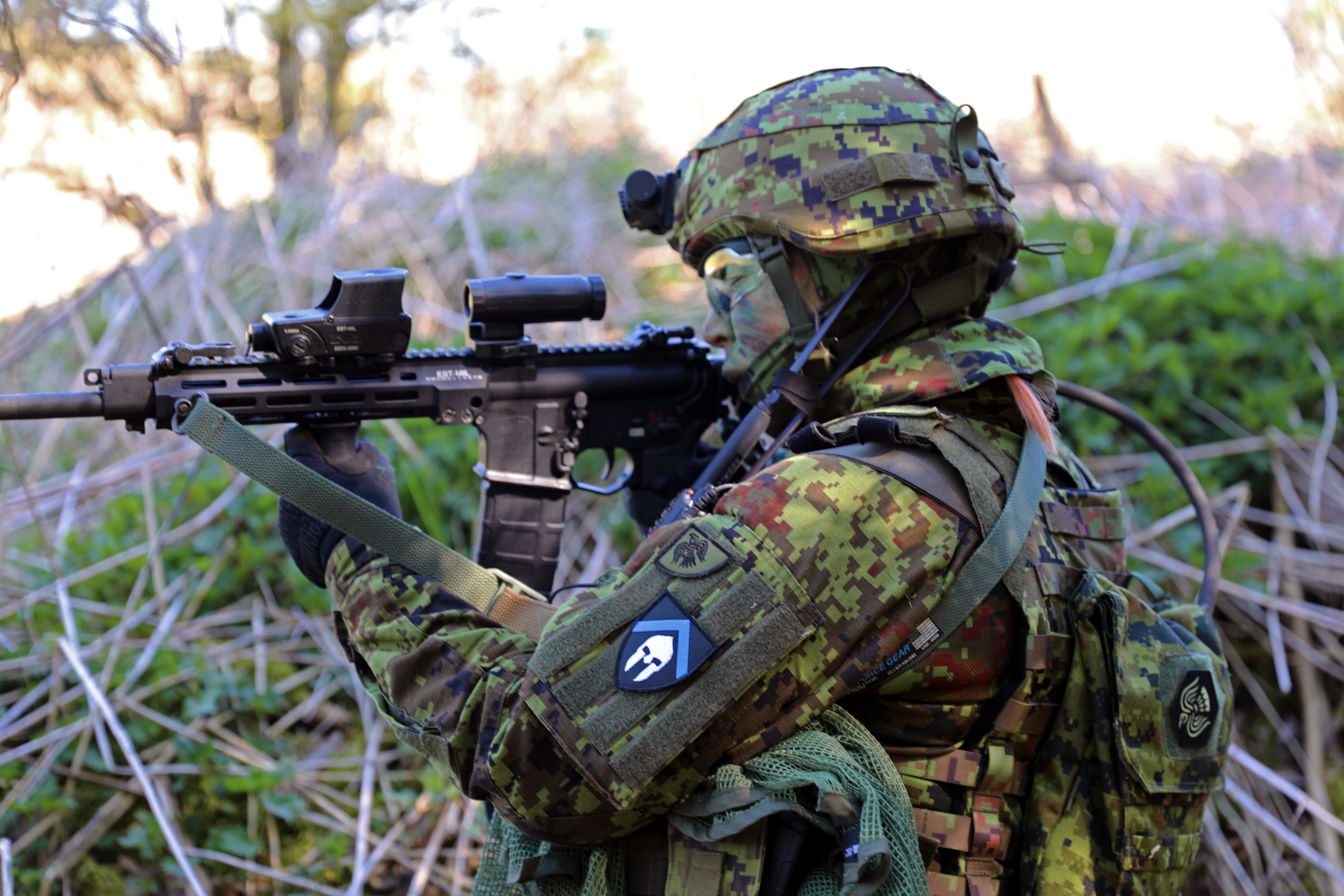
エストニア軍兵士
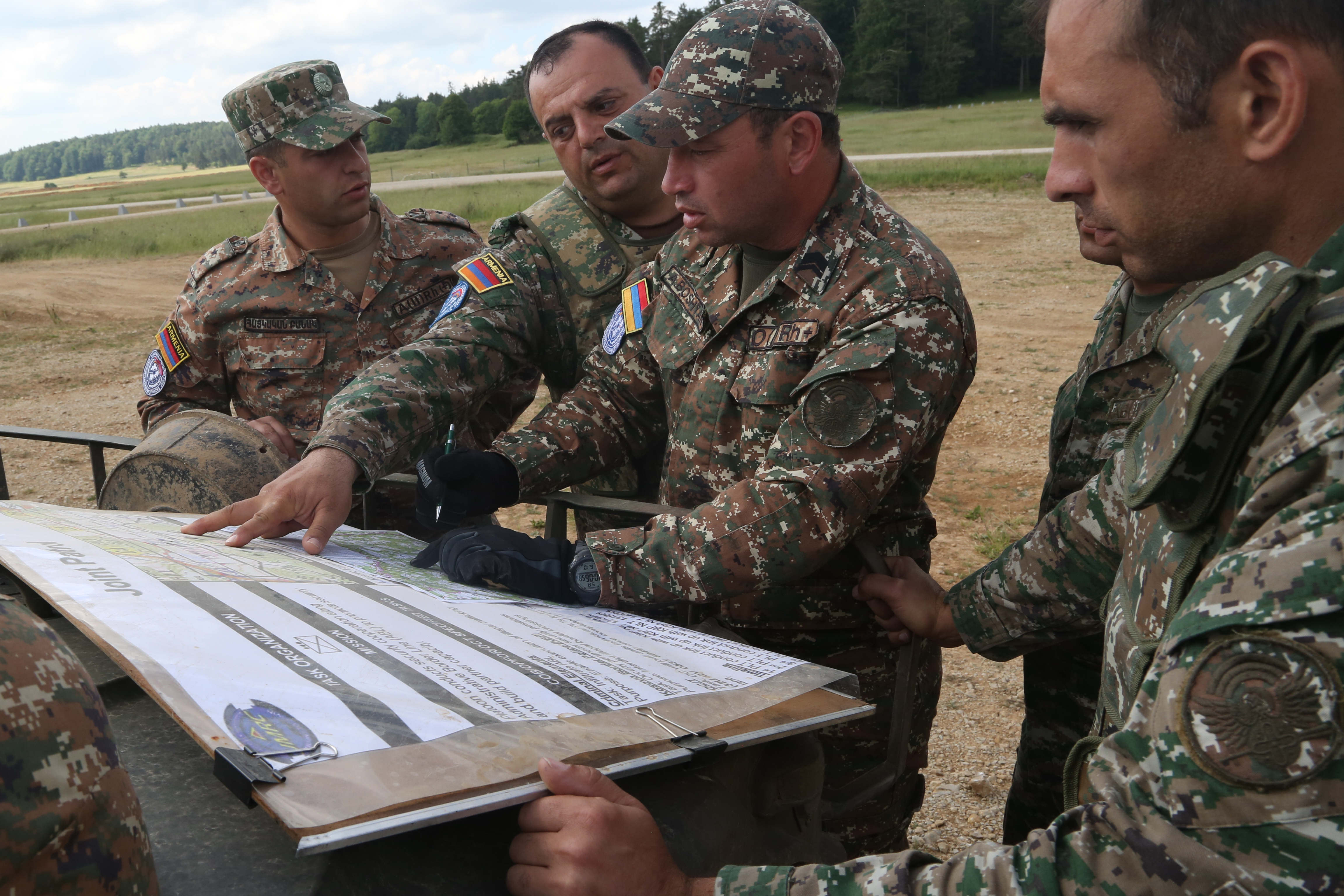
アルメニア軍兵士
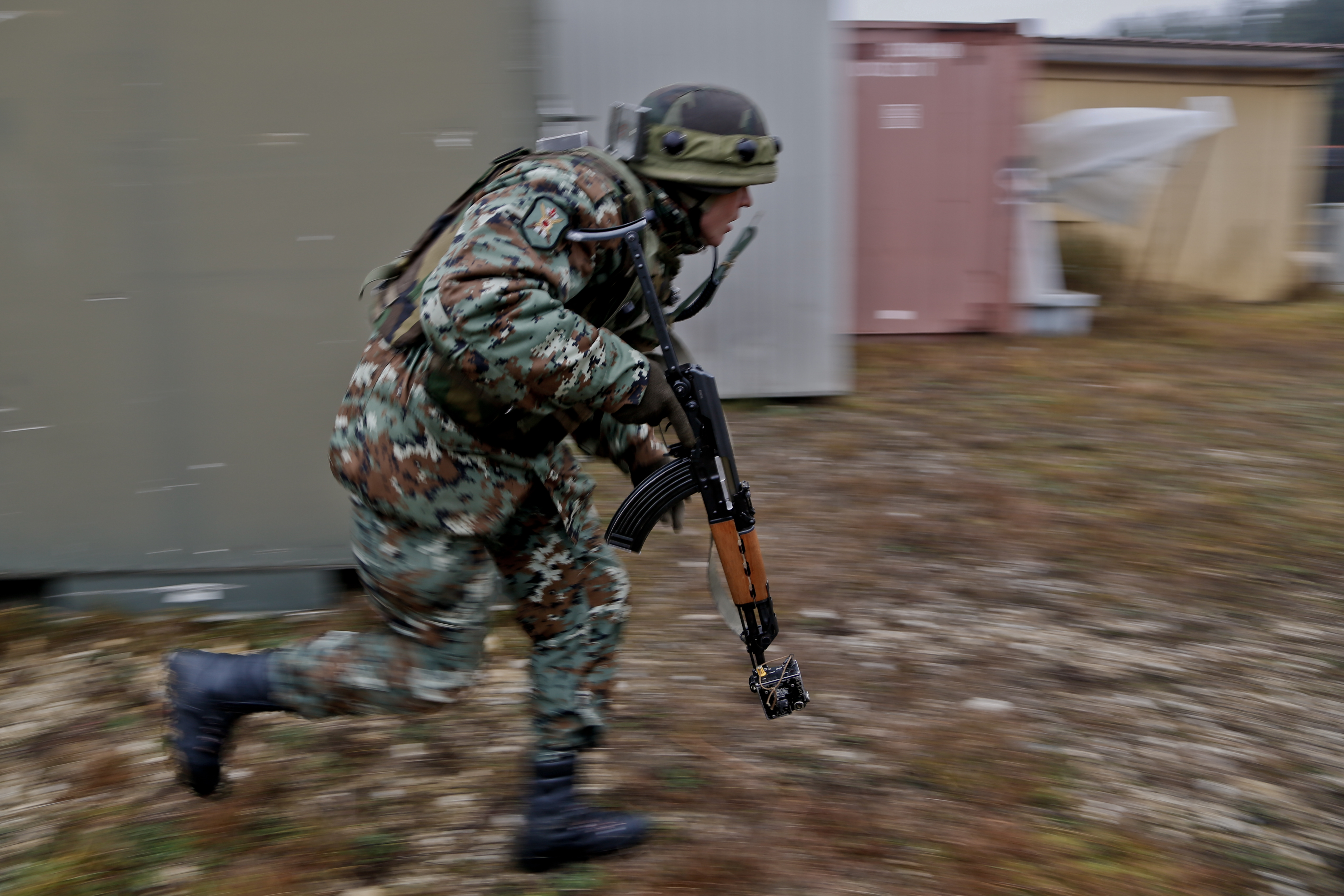
北マケドニア軍兵士
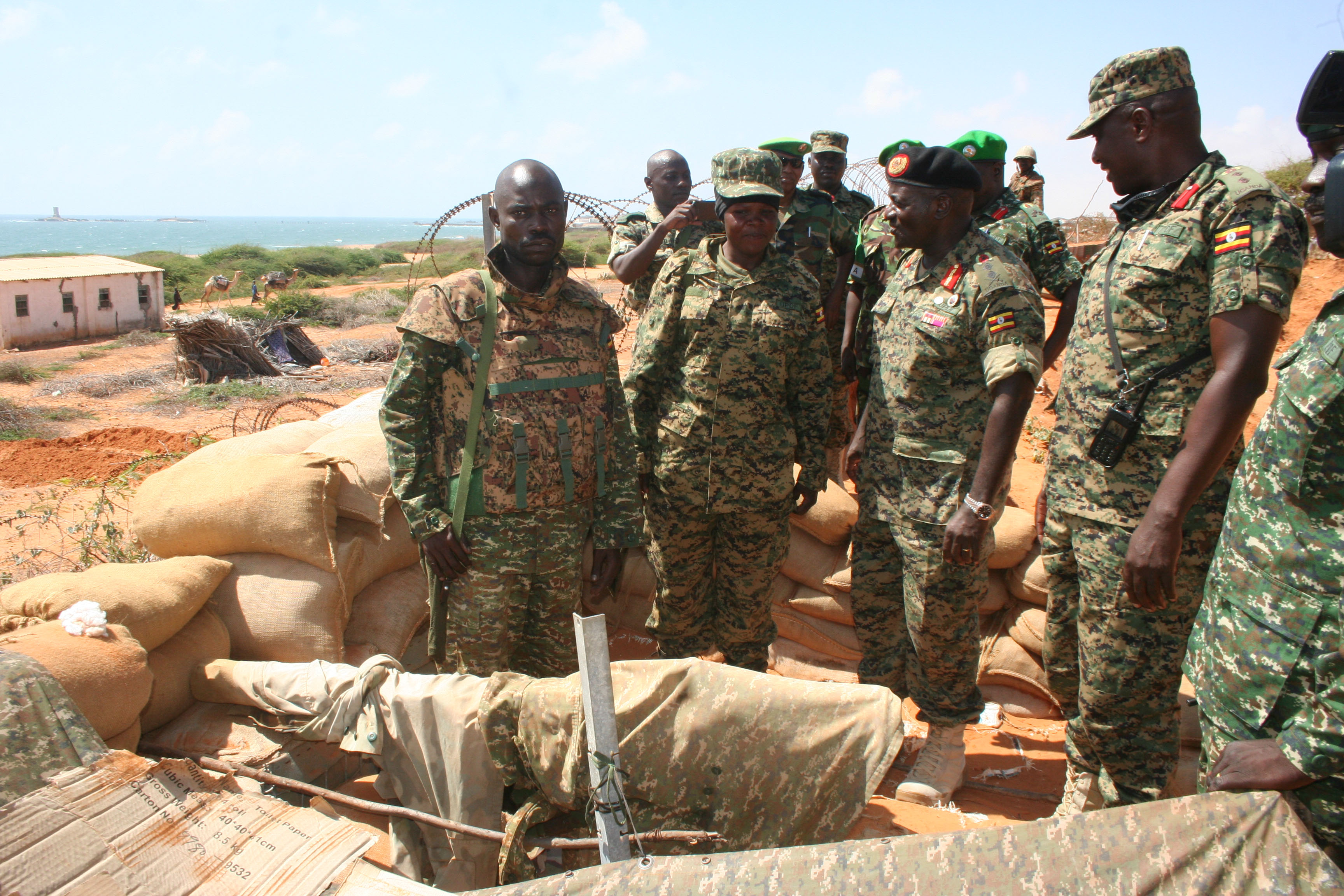
ウガンダ軍兵士

### 海軍の迷彩服
海軍は水上での勤務が多いので、海軍が迷彩服を採用する場合にはブルーやグレーを主体とする迷彩服が採用される傾向にある。アメリカ海軍は場所に左右されにくい迷彩パターンの登場により、陸軍のように緑を基調とした独自の迷彩服を採用している。青系の迷彩は『アクアフラージュ』とも呼ばれる。

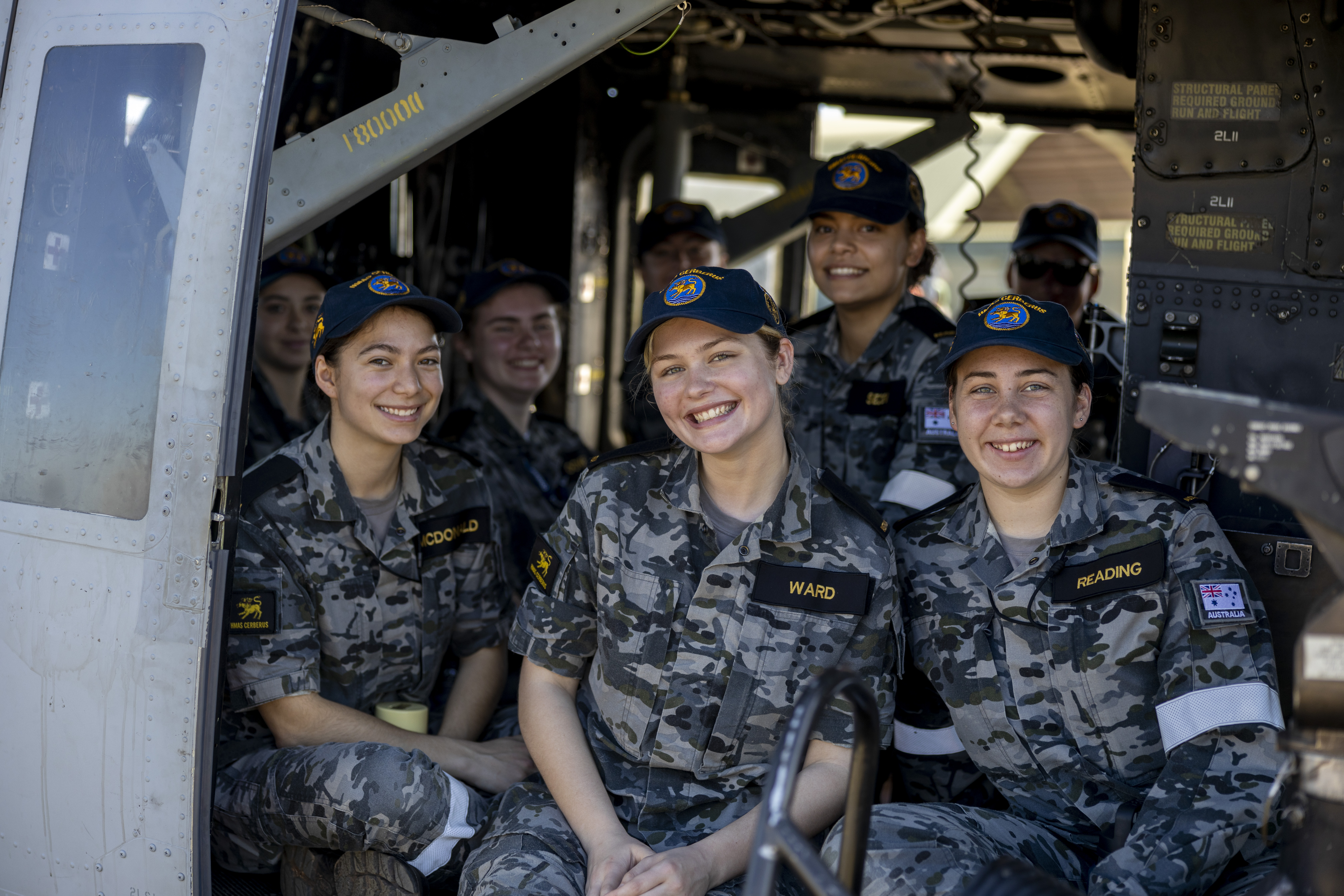
オーストラリア軍水兵
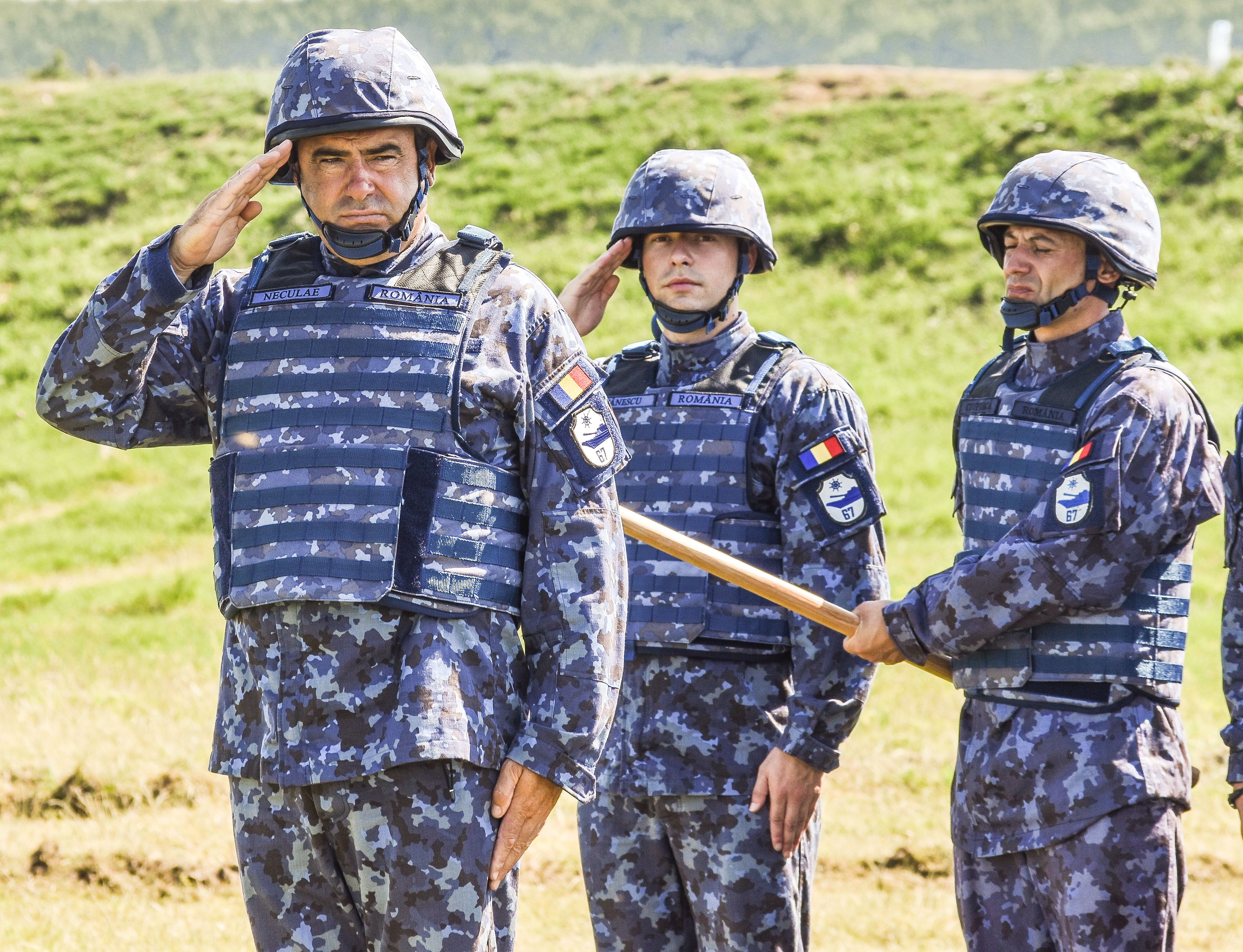
ルーマニア軍水兵
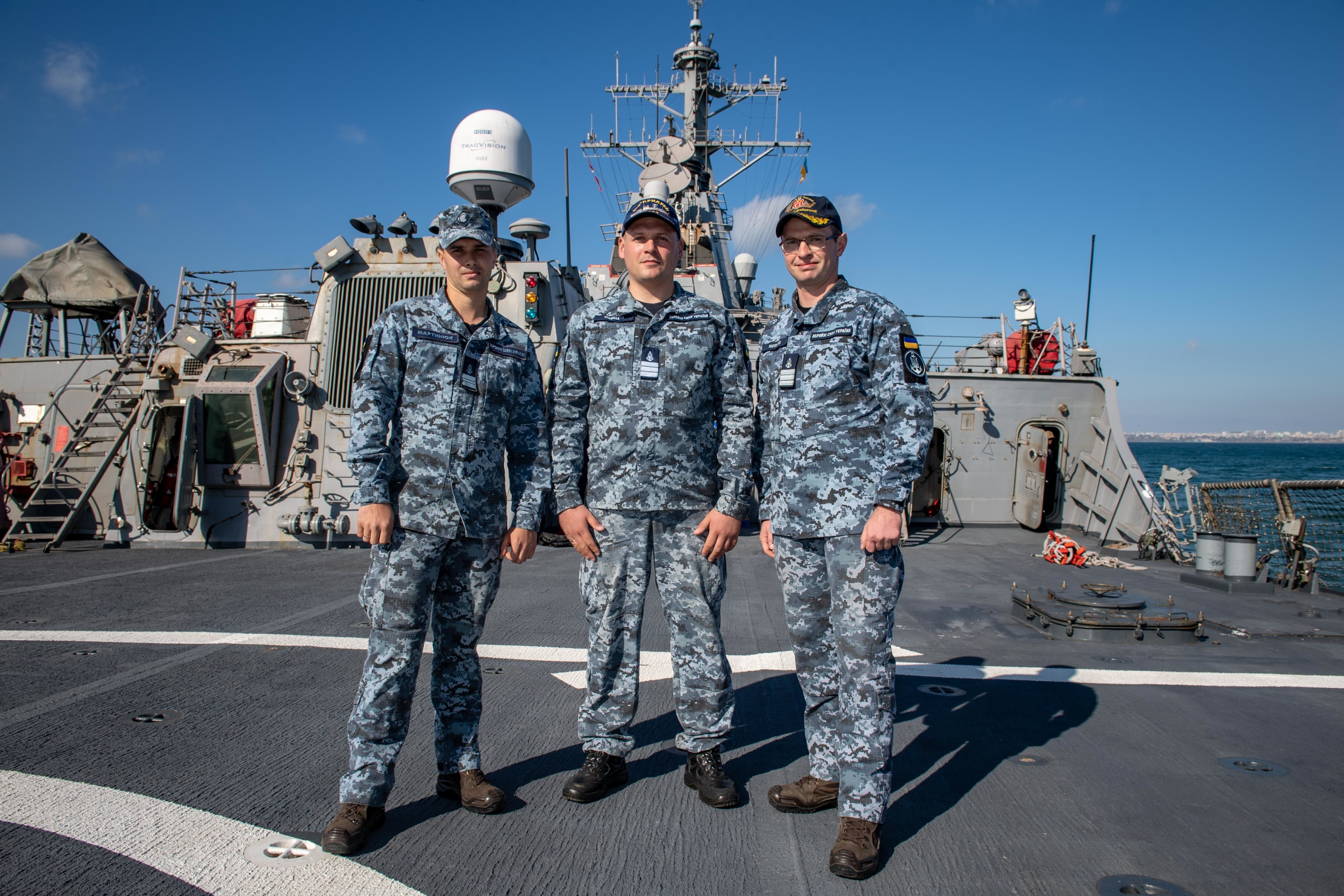
ウクライナ軍水兵
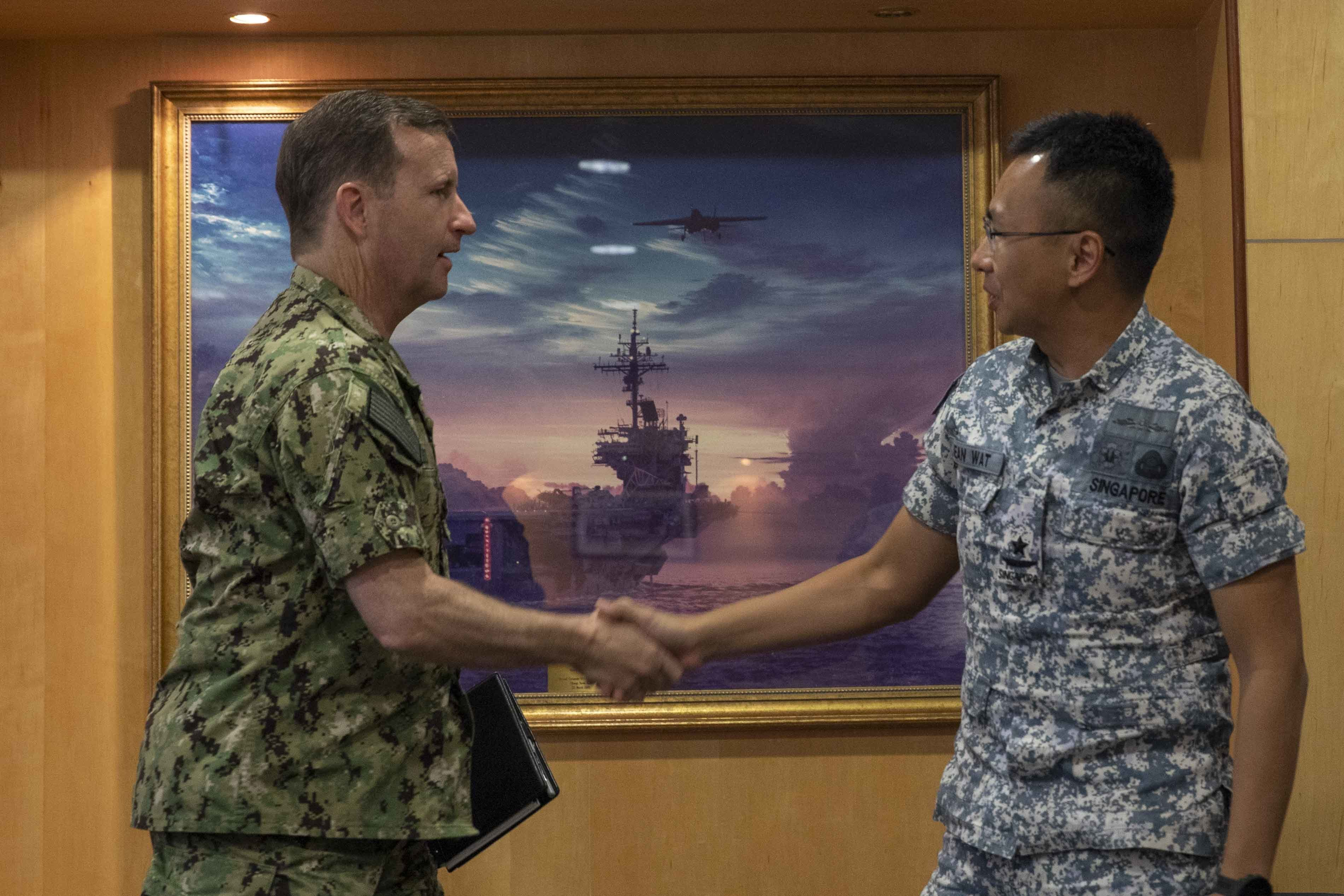
アメリカ軍水兵（左）とシンガポール軍水兵（右）
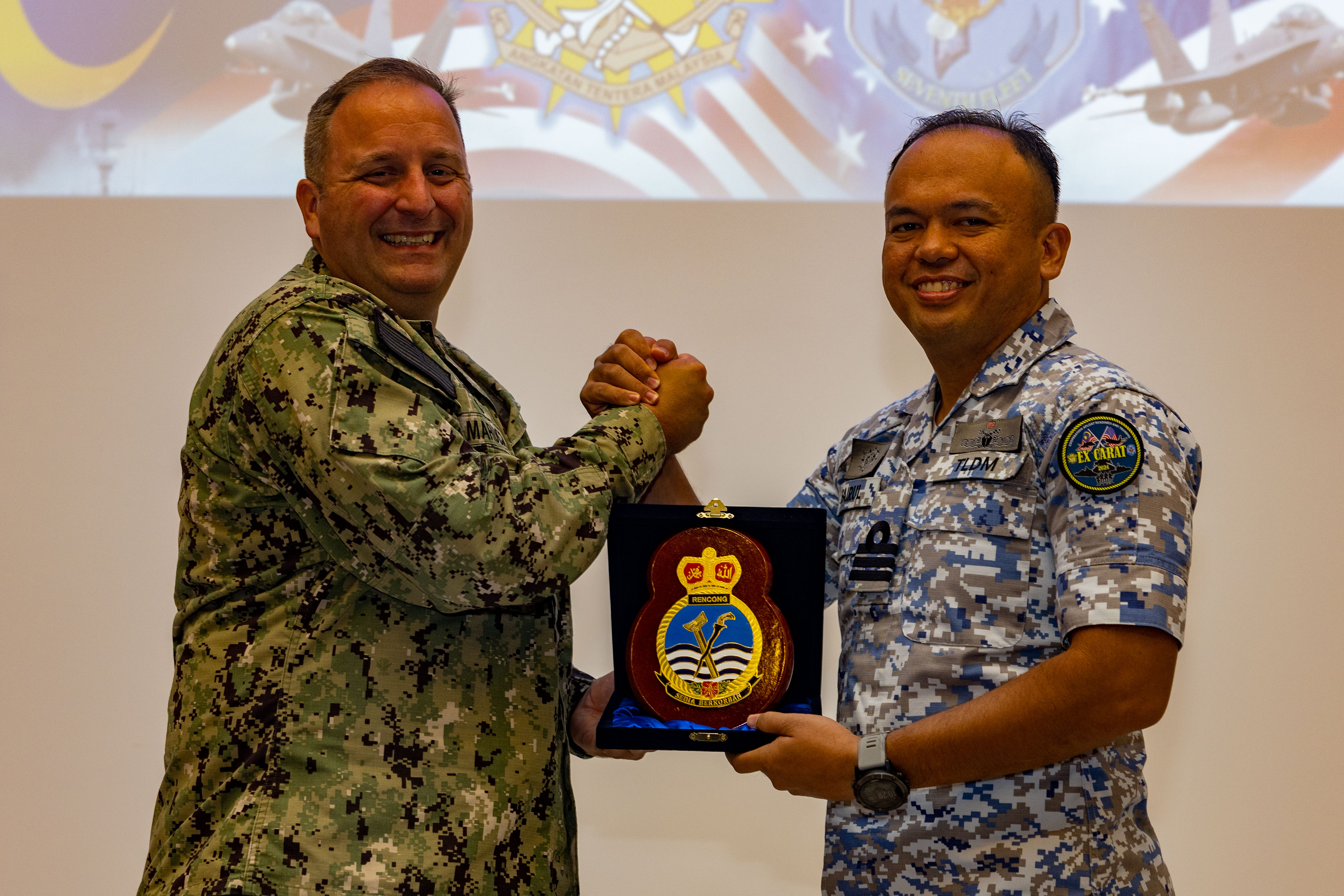
アメリカ軍水兵（左）とマレーシア軍水兵（右）
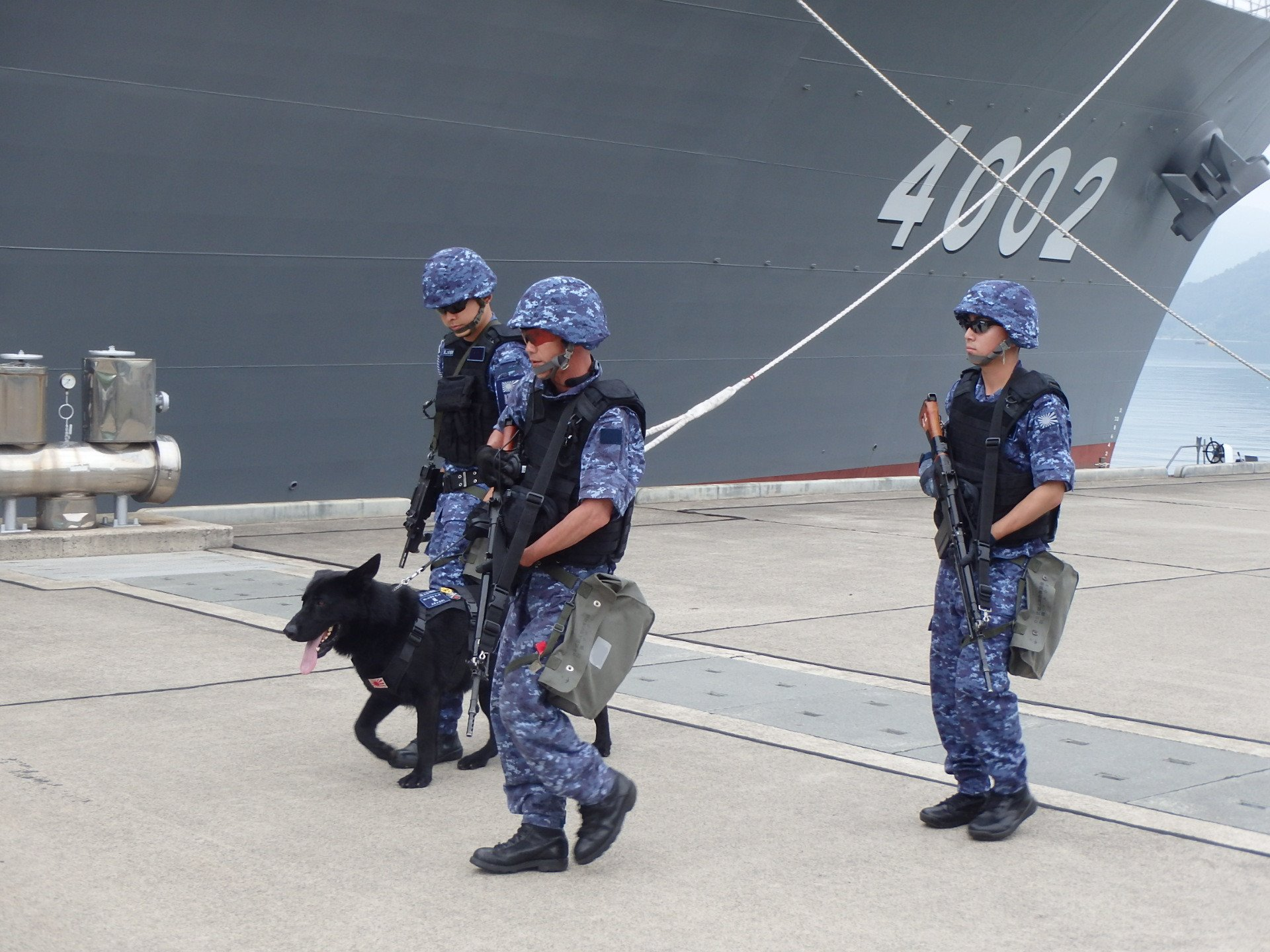
海上自衛隊の陸警隊

## 派生語
なお、戦闘服という言葉は「勝負服」としてホステスなどを中心に仕事着の意味で使われていた時代もあった（今も稀に使う者がいるが、事実上廃語に近い）。